# 1989年の日本
1989年の日本（1989ねんのにほん）では、1989年（昭和64年/平成元年）の日本の出来事・流行・世相などについてまとめる。

## 他の紀年法
日本では、西暦の他にも以下の紀年法を使用している。なお、以下の紀年法は西暦と月日が一致している。
- 元号
  - 昭和64年（1月1日 - 1月7日、7日間）
  - 平成元年（1月8日 - 12月31日、358日間）
※1月7日の昭和天皇の崩御に伴う皇太子明仁親王の即位により、元号法に基づいて元号を改める政令（昭和64年政令第1号）が公布され、翌8日に同政令が施行されることにより改元された。
- 神武天皇即位紀元
  - 皇紀2649年
- 干支
  - 己巳（つちのと み）

## カレンダー
| 1月 |    |    |    |    |    |    |
| 日  | 月 | 火 | 水 | 木 | 金 | 土 |
| 1   | 2  | 3  | 4  | 5  | 6  | 7  |
| 8   | 9  | 10 | 11 | 12 | 13 | 14 |
| 15  | 16 | 17 | 18 | 19 | 20 | 21 |
| 22  | 23 | 24 | 25 | 26 | 27 | 28 |
| 29  | 30 | 31 |    |    |    |    |
|     |    |    |    |    |    |    |

| 2月 |    |    |    |    |    |    |
| 日  | 月 | 火 | 水 | 木 | 金 | 土 |
|     |    |    | 1  | 2  | 3  | 4  |
| 5   | 6  | 7  | 8  | 9  | 10 | 11 |
| 12  | 13 | 14 | 15 | 16 | 17 | 18 |
| 19  | 20 | 21 | 22 | 23 | 24 | 25 |
| 26  | 27 | 28 |    |    |    |    |
|     |    |    |    |    |    |    |

| 3月 |    |    |    |    |    |    |
| 日  | 月 | 火 | 水 | 木 | 金 | 土 |
|     |    |    | 1  | 2  | 3  | 4  |
| 5   | 6  | 7  | 8  | 9  | 10 | 11 |
| 12  | 13 | 14 | 15 | 16 | 17 | 18 |
| 19  | 20 | 21 | 22 | 23 | 24 | 25 |
| 26  | 27 | 28 | 29 | 30 | 31 |    |
|     |    |    |    |    |    |    |

| 4月 |    |    |    |    |    |    |
| 日  | 月 | 火 | 水 | 木 | 金 | 土 |
|     |    |    |    |    |    | 1  |
| 2   | 3  | 4  | 5  | 6  | 7  | 8  |
| 9   | 10 | 11 | 12 | 13 | 14 | 15 |
| 16  | 17 | 18 | 19 | 20 | 21 | 22 |
| 23  | 24 | 25 | 26 | 27 | 28 | 29 |
| 30  |    |    |    |    |    |    |
|     |    |    |    |    |    |    |

| 5月 |    |    |    |    |    |    |
| 日  | 月 | 火 | 水 | 木 | 金 | 土 |
|     | 1  | 2  | 3  | 4  | 5  | 6  |
| 7   | 8  | 9  | 10 | 11 | 12 | 13 |
| 14  | 15 | 16 | 17 | 18 | 19 | 20 |
| 21  | 22 | 23 | 24 | 25 | 26 | 27 |
| 28  | 29 | 30 | 31 |    |    |    |
|     |    |    |    |    |    |    |

| 6月 |    |    |    |    |    |    |
| 日  | 月 | 火 | 水 | 木 | 金 | 土 |
|     |    |    |    | 1  | 2  | 3  |
| 4   | 5  | 6  | 7  | 8  | 9  | 10 |
| 11  | 12 | 13 | 14 | 15 | 16 | 17 |
| 18  | 19 | 20 | 21 | 22 | 23 | 24 |
| 25  | 26 | 27 | 28 | 29 | 30 |    |
|     |    |    |    |    |    |    |

| 7月 |    |    |    |    |    |    |
| 日  | 月 | 火 | 水 | 木 | 金 | 土 |
|     |    |    |    |    |    | 1  |
| 2   | 3  | 4  | 5  | 6  | 7  | 8  |
| 9   | 10 | 11 | 12 | 13 | 14 | 15 |
| 16  | 17 | 18 | 19 | 20 | 21 | 22 |
| 23  | 24 | 25 | 26 | 27 | 28 | 29 |
| 30  | 31 |    |    |    |    |    |
|     |    |    |    |    |    |    |

| 8月 |    |    |    |    |    |    |
| 日  | 月 | 火 | 水 | 木 | 金 | 土 |
|     |    | 1  | 2  | 3  | 4  | 5  |
| 6   | 7  | 8  | 9  | 10 | 11 | 12 |
| 13  | 14 | 15 | 16 | 17 | 18 | 19 |
| 20  | 21 | 22 | 23 | 24 | 25 | 26 |
| 27  | 28 | 29 | 30 | 31 |    |    |
|     |    |    |    |    |    |    |

| 9月 |    |    |    |    |    |    |
| 日  | 月 | 火 | 水 | 木 | 金 | 土 |
|     |    |    |    |    | 1  | 2  |
| 3   | 4  | 5  | 6  | 7  | 8  | 9  |
| 10  | 11 | 12 | 13 | 14 | 15 | 16 |
| 17  | 18 | 19 | 20 | 21 | 22 | 23 |
| 24  | 25 | 26 | 27 | 28 | 29 | 30 |
|     |    |    |    |    |    |    |

| 10月 |    |    |    |    |    |    |
| 日   | 月 | 火 | 水 | 木 | 金 | 土 |
| 1    | 2  | 3  | 4  | 5  | 6  | 7  |
| 8    | 9  | 10 | 11 | 12 | 13 | 14 |
| 15   | 16 | 17 | 18 | 19 | 20 | 21 |
| 22   | 23 | 24 | 25 | 26 | 27 | 28 |
| 29   | 30 | 31 |    |    |    |    |
|      |    |    |    |    |    |    |

| 11月 |    |    |    |    |    |    |
| 日   | 月 | 火 | 水 | 木 | 金 | 土 |
|      |    |    | 1  | 2  | 3  | 4  |
| 5    | 6  | 7  | 8  | 9  | 10 | 11 |
| 12   | 13 | 14 | 15 | 16 | 17 | 18 |
| 19   | 20 | 21 | 22 | 23 | 24 | 25 |
| 26   | 27 | 28 | 29 | 30 |    |    |
|      |    |    |    |    |    |    |

| 12月 |    |    |    |    |    |    |
| 日   | 月 | 火 | 水 | 木 | 金 | 土 |
|      |    |    |    |    | 1  | 2  |
| 3    | 4  | 5  | 6  | 7  | 8  | 9  |
| 10   | 11 | 12 | 13 | 14 | 15 | 16 |
| 17   | 18 | 19 | 20 | 21 | 22 | 23 |
| 24   | 25 | 26 | 27 | 28 | 29 | 30 |
| 31   |    |    |    |    |    |    |
|      |    |    |    |    |    |    |

## 在職者
- 天皇: 1月7日午前6時33分まで昭和天皇、同日午前6時33分から明仁
- 内閣総理大臣: 竹下登（自由民主党）、6月3日から8月10日まで宇野宗佑（自由民主党）、8月10日から海部俊樹（自由民主党）
- 内閣官房長官: 
  - 小渕恵三（自由民主党）
  - 6月3日から8月10日まで塩川正十郎（自由民主党）
  - 8月10日から8月25日まで山下徳夫（自由民主党）
  - 8月25日から森山眞弓（自由民主党）
- 最高裁判所長官: 矢口洪一
- 衆議院議長: 原健三郎（自由民主党） 、6月2日から田村元（自由民主党）
- 参議院議長: 土屋義彦（自由民主党）
- 国会: 
  - 第114回 (臨時会, 1988年（昭和63年）12月30日-1989年6月22日)
  - 第115回 (臨時会, 8月7日-12日)
  - 第116回 (臨時会, 9月28日-12月16日)
  - 第117回 (常会, 12月25日-1990年（平成2年）1月24日)

## 世相
- 新年が明けて間もなく昭和天皇が崩御し、テレビでも通常放送やCMを自粛して追悼番組一色となった。昭和時代を振り返る映像も繰り返し放送され、「激動の昭和」という言葉が定着した。一方、特別報道が2日間続いたことでレンタルビデオ店に人々が殺到する現象も見られた（「昭和天皇崩御#マスメディア報道」も参照）。
- 前年に発覚した情報出版社・リクルート社の関連会社の未公開株が賄賂として譲渡された問題で、東京地方検察庁特捜部は年明けから本格的な捜査に乗り出し、リクルート社創業者の江副浩正やNTT初代会長の真藤恒ら政官民のトップが相次いで逮捕・起訴され、当時の内閣総理大臣であった竹下登がリクルート社から献金を受けていたことが発覚、竹下が総理を辞任する事態になるまでに発展した（「リクルート事件」も参照）。
- 渋カジが若者の間で流行する。
- マツダ・ロードスターやゲームボーイ（任天堂）、ハンディカム（ソニー）が発売され、ヒットする。
- 女子高生コンクリート詰め殺人事件が発覚し、加害者全員が20歳未満の少年だったことや被害者の少女に対する痛ましい凶行の数々に日本社会が震撼した。また、一部週刊誌が少年法の取り決めに反して加害少年らの実名報道を行い、少年法議論が盛んとなった。この他、東京・埼玉連続幼女誘拐殺人事件も日本中を震撼させた。
- 合計特殊出生率が前年の1.66から大きく低下し1.57を記録。1966年の1.58[注 1]をも下回ったことから「1.57ショック」と大々的に取り上げられ、少子化が社会問題となりつつあることが浮き彫りとなった。

### 1989年の流行語
新語・流行語大賞の新語部門は「セクシャルハラスメント」、流行語部門は「オバタリアン」が金賞を受賞した（その他の受賞語は後節「#流行語」も参照）。

## できごと

### 1月
- 1月1日
  - THE WALLSが新たなメンバーを加えてMr.Childrenに改名。
  - 朝日麦酒が社名をアサヒビールに改称。

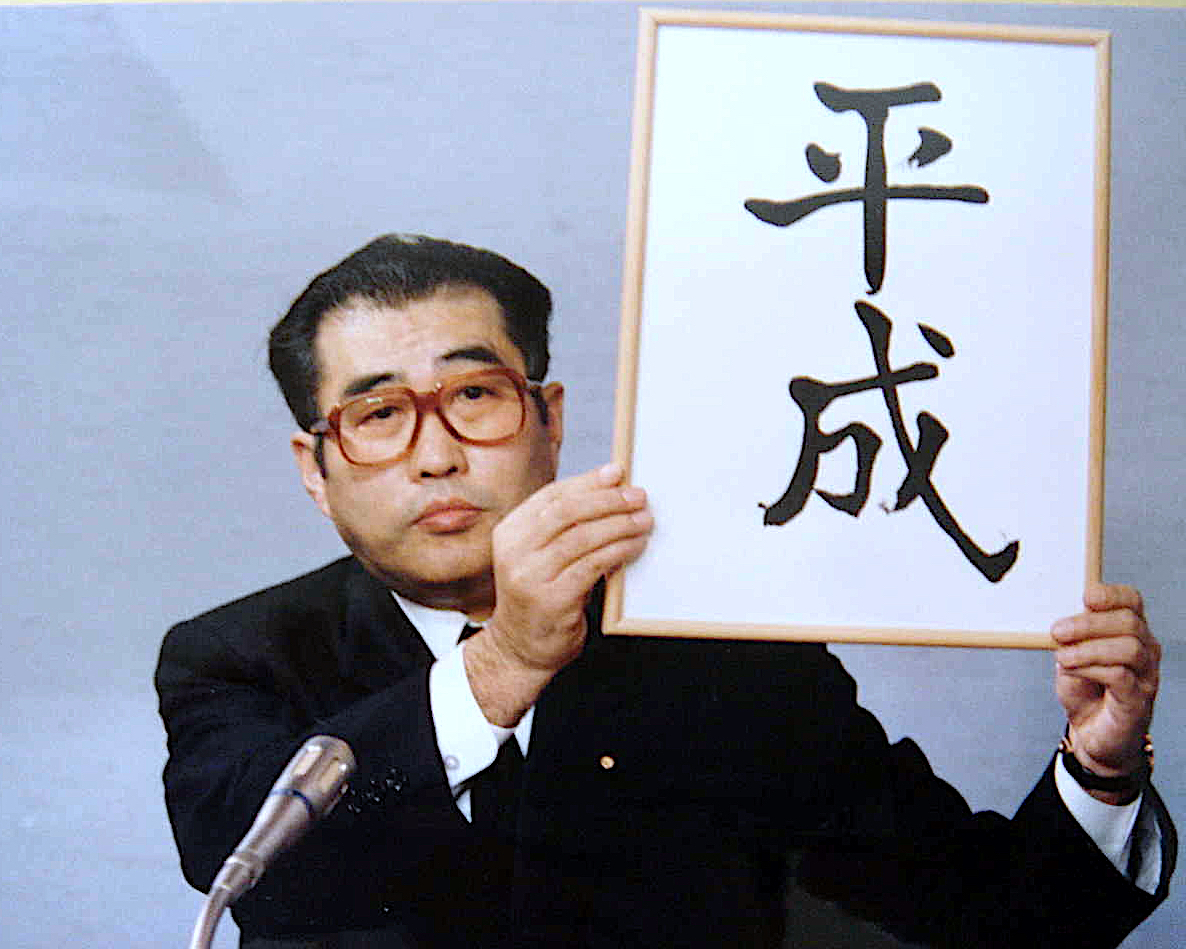
新元号「平成」を発表する小渕恵三内閣官房長官

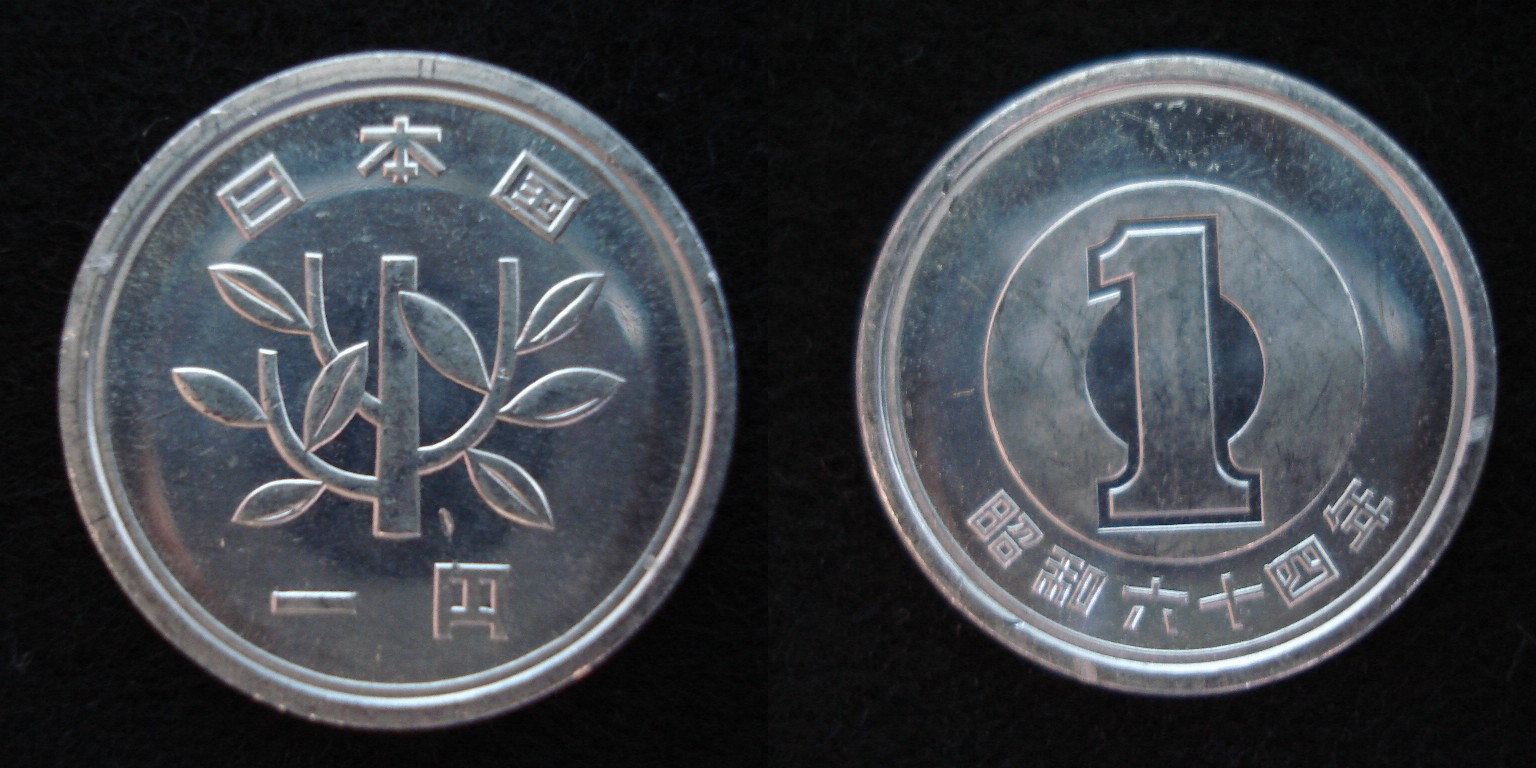
「昭和64年」発行の1円硬貨。

- 1月7日 - 昭和天皇が崩御し[書籍 1]、皇太子明仁親王が第125代天皇に即位[書籍 1][書籍 2]。この皇位の継承に伴い、元号法に基づき元号を改める政令（昭和64年政令第1号）が公布され、戦後初めて元号が改められ、昭和に代わる新元号を『平成』と決定し、小渕恵三内閣官房長官が記者会見で発表[書籍 1][書籍 2]。昭和最後の日となり、昭和64年は、昭和元年（12月25日 - 31日）と並び7日間のみとなった。テレビ各局は7日の崩御発表から9日未明まで通常の番組を全て休止して昭和天皇の追悼特別番組（民放はCMなし）に差し替えた（放送大学は除き、またNHK教育テレビは当初総合と同時放送していたが局別に通常放送に復帰した）。
- 1月8日 - 「平成」に改元。
- 1月9日 - 1月8日から両国国技館で開催される予定だった平成元年大相撲初場所が昭和天皇崩御を受けて1日遅延して1月9日に初日。本場所が15日制となって以降、初日が日曜以外となった史上初のケースとなった。
- 1月11日 - 美空ひばりの遺作となる「川の流れのように」（作詞：秋元康・作曲：見岳章）リリース。のちに自身2番目の売り上げ記録。
- 1月16日 - 日産自動車がパイクカーの「パオ」、「エスカルゴ」を発売。
- 1月20日 - 東京弁護士会が「選択的夫婦別姓採用に関する意見書」を法務省に提出し、夫婦別姓に関する議論が活発になる。
- 1月24日 - リクルート事件：原田憲経済企画庁長官がリクルート社から政治献金を受け取っていた責任を取り辞任[書籍 3]。
- 1月30日 - 名古屋アベック殺人事件: 名古屋地裁刑事第4部（小島裕史裁判長）で、強盗致傷・殺人・死体遺棄などの罪に問われた男女の被告人6人（うち5人は事件当時少年）に対する論告求刑公判が開かれ[新聞 1]、検察官は主犯格である被告人（事件当時19歳）に死刑、殺害実行犯の少年（当時17歳）および成人の男（当時20歳）の2人にも無期懲役（前者は18歳未満への死刑適用を禁じた少年法第51条の規定を踏まえた「死刑相当」の無期懲役）などといった刑を求刑した[新聞 2]。
- 1月31日 -  島田事件（1954年）で死刑が確定したが、その後再審開始が決定していた被告人に静岡地裁刑事第1部（尾崎俊信裁判長）が無罪判決を言い渡した[書籍 4][新聞 3]。被告人は同日、逮捕から34年ぶりに釈放された。検察側が控訴を断念したため、被告人は無罪が確定した[新聞 4]。

### 2月
- 2月1日

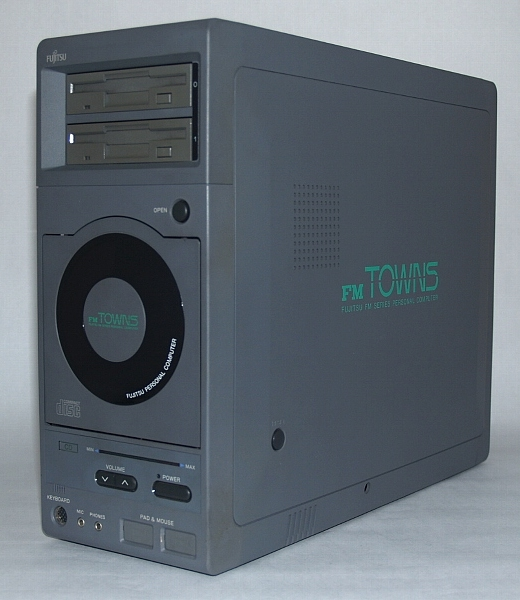
「FM TOWNS」発表（写真は2F、2月28日）

  - 相互銀行の普通銀行への転換が始まり、この日は52行が転換した[注 2]。こうしてできた銀行が第二地方銀行。
  - 富士重工業が「レガシィ」を発売し、ワゴンブームの火付け役となる。
- 2月4日 - 金融機関（銀行・郵便局など）の週休2日制がスタート[書籍 3]。
- 2月7日
  - 美空ひばり人生最後のコンサートが北九州市小倉北区の九州厚生年金会館で行われる。
  - 民社党の塚本三郎委員長がリクルートコスモス社の未公開株を譲り受けたとして辞任[書籍 2]。
- 2月9日 - 漫画家の手塚治虫が死去。享年60。
- 2月10日 - オウム真理教によるオウム真理教男性信者殺害事件発生。
- 2月13日
  - 大阪市の旧・北区と大淀区が合区して現在の新・北区が誕生、東区と南区が合区して現在の中央区になり、大阪市は現行の24区体制となる。
  - リクルート事件：リクルート社創業者・元会長の江副浩正が東京地検に逮捕される[書籍 4][書籍 3]。
- 2月16日
  - カシオ計算機が「BM-100WJ」を発売。
  - 貨物船ジャグ・ドゥート爆発事件が発生。
- 2月20日 - マツダがBG型「ファミリア」系列を発表[注 3]。
- 2月24日 - 昭和天皇の大喪の礼[書籍 3]。法律により当日は休日となった[書籍 2]。
- 2月26日 - この日の東京ドーム公演を最後にオフコース解散。
- 2月28日
  - 富士通が「FM TOWNS」発表。
  - 福島女性教員宅便槽内怪死事件が発生。

### 3月
- 3月1日

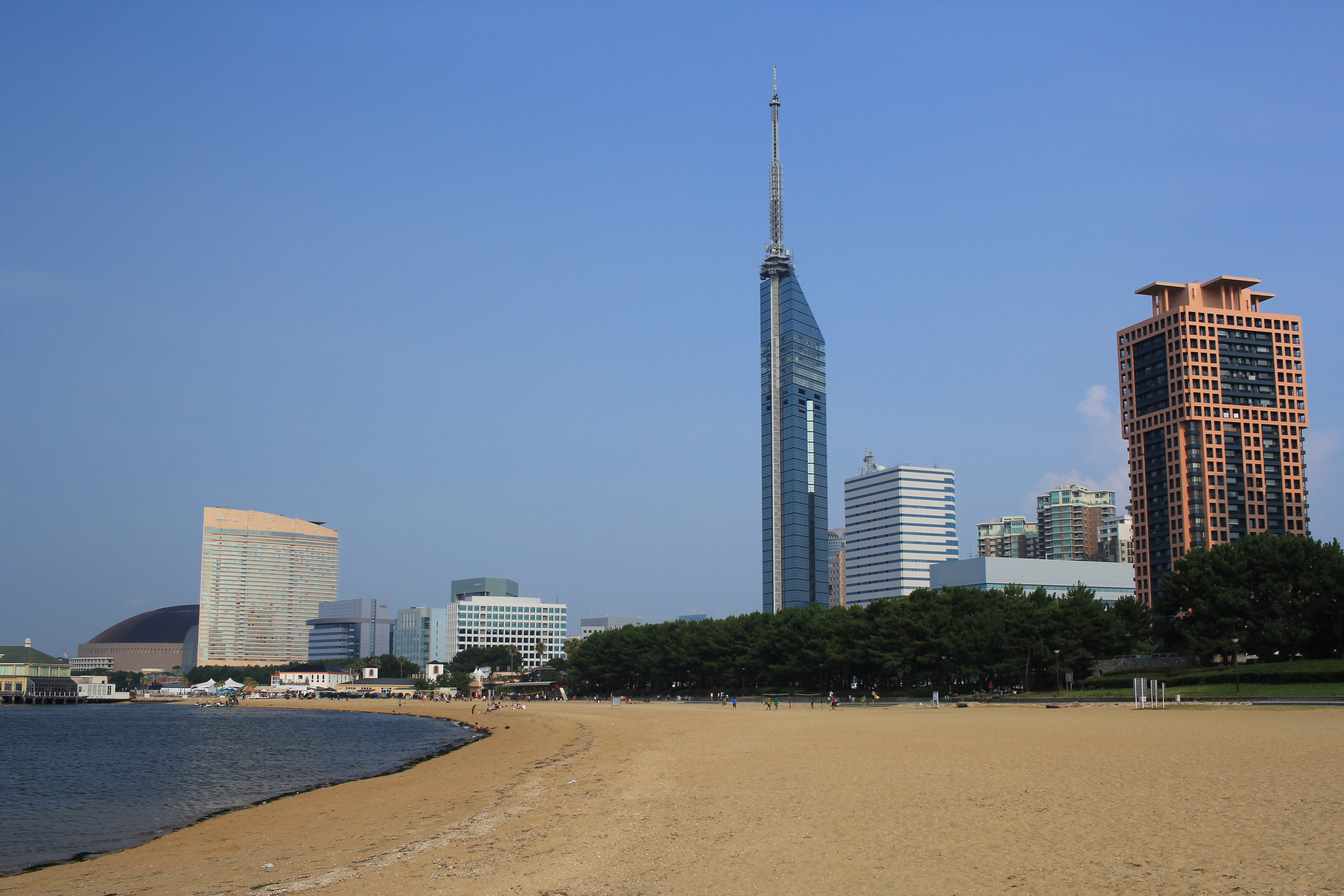
アジア太平洋博覧会（3月17日開催）

  - 大塚ベバレジ設立（現在は大塚食品に吸収合併）。
  - カインズ設立（いせやのホームセンター部門が分離独立）。
- 3月2日 - 佐賀県の吉野ヶ里遺跡で銅剣やガラス製管玉などが発掘される[書籍 4]。
- 3月6日
  - リクルート事件：NTT初代会長の真藤恒を逮捕[書籍 3]。
  - 宝酒造がダイバードリンク「PADI」を発売。
- 3月8日  - 法廷メモ訴訟の上告審で最高裁が被告の意見を退けるが特段の事由がない限り傍聴人の自由に任せるべきという傍論が言い渡され以後法廷でメモを取ることが解禁される[書籍 3]。
- 3月11日
  - JRグループダイヤ改正。全国で新形式車両が投入される。新宿駅・渋谷駅（JR東日本8）にJRグループでは初の発車メロディを導入。片町線の非電化区間が電化される。
  - 映画それいけ!アンパンマンのシリーズ第1作『それいけ!アンパンマン キラキラ星の涙』が公開。以降、アンパンマンの映画シリーズは1992年を除く毎年、夏休みに公開されている。
- 3月17日 - 福岡市のシーサイドももちで『アジア太平洋博覧会』（よかトピア）開催（ - 9月3日）。開幕と同時に福岡タワー公開開始。
- 3月25日
  - 横浜市のみなとみらい21地区で『横浜博覧会』（YES'89）開催（ - 10月1日）。
  - 樽見鉄道神海駅 - 樽見駅間が開業。
- 3月26日
  - 第61回選抜高等学校野球大会が開幕。
- 3月28日 - リクルート事件：高石邦男元文部事務次官を逮捕[書籍 3]。
- 3月29日
  - 女子高生コンクリート詰め殺人事件：東京都江東区若洲で被害者の遺体が発見され、事件が発覚。
  - 足尾線が第三セクター鉄道のわたらせ渓谷鐵道に転換される。
- 3月30日 - 女子高生コンクリート詰め殺人事件：警視庁が、女子高生を監禁・殺害した容疑で東京都足立区の少年2人を逮捕[書籍 5]。16歳 - 18歳の少年の犯行に衝撃。
- 3月31日 - 紀州鉄道の西御坊駅 - 日高川駅間がこの日限りで廃止。

### 4月

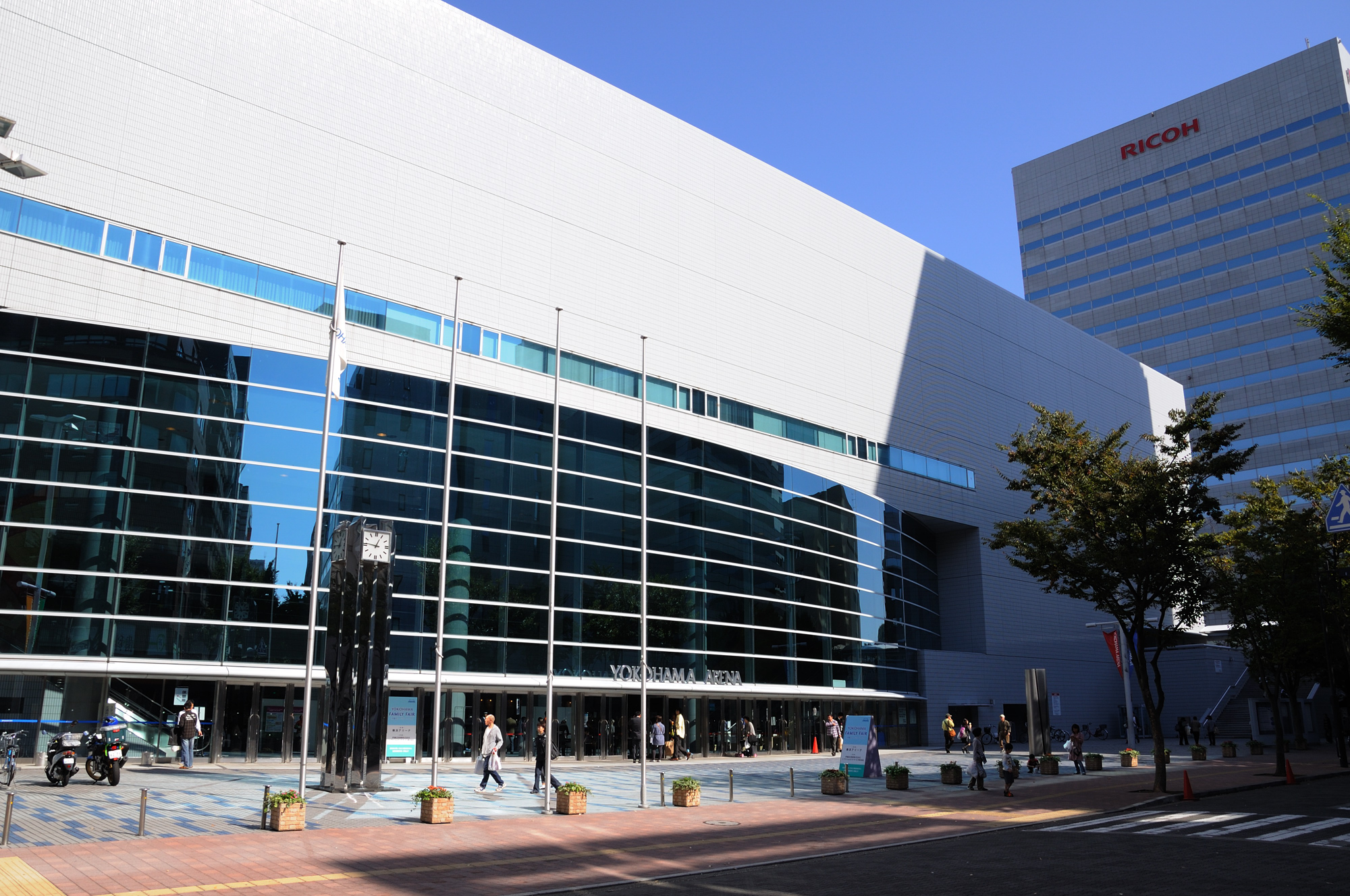
横浜アリーナ（4月1日開業）

- 4月1日
  - 消費税法施行[書籍 2]。消費税率は3%（1997年（平成9年）4月1日からは5%、2014年（平成26年）4月1日からは8%、2019年（令和元年）10月1日からは10%に引き上げられた）[注 4]。
  - 日本で最初に市制施行された31市（参照）が市制100周年。
  - 仙台市が日本で11番目の政令指定都市に移行。
  - 秋田内陸縦貫鉄道の比立内駅 - 松葉駅間が開業。これにより秋田内陸北線（旧阿仁合線）と秋田内陸南線（旧角館線）が接続され、秋田内陸線として一本の路線となった。
  - エフエム山形開局。
  - 横浜アリーナが開業。
- 4月4日 - NHKの池田芳蔵会長、国会問題発言の責任取り辞任。島桂次副会長が会長昇格。
- 4月5日 - 第61回選抜高等学校野球大会の決勝戦が阪神甲子園球場で行われ、東邦高校が上宮高校を延長10回、3-2で逆転サヨナラで破り、1951年（第23回）以来48年ぶり4回目の優勝。
- 4月11日
  - リクルート事件：竹下登首相がリクルート社から総額1億5100万円の資金提供を受けていたことを、この日行われた衆議院予算委員会で明らかにする。
  - 川崎市高津区の竹やぶで1億円の札束が発見される（竹やぶ騒動）[書籍 4]。
- 4月13日 - 東海旅客鉄道（JR東海）飯田線北殿駅で列車衝突事故発生。
- 4月17日
  - 漫才師の横山やすしが、酒を飲んで大阪市内の道路上で乗用車を運転中、ミニバイクと衝突、所属する吉本興業は横山との契約を解除（事実上の懲戒解雇）[書籍 5]。やすきよも事実上の解散となった。
  - いすゞ自動車が「ミュー」を発売。
- 4月20日 - 沖縄県西表島の海底のサンゴに落書きをした写真記事が朝日新聞夕刊（大阪本社版除く）に掲載されたが、のちにこの写真が同新聞カメラマンによる自作自演であることが明らかになった[書籍 5]。
- 4月21日 - 任天堂の携帯型ゲーム機「ゲームボーイ」が発売開始。
- 4月25日 - リクルート事件：竹下登首相が同事件の責任で辞任表明[書籍 2][書籍 5]。
- 4月28日 - 高千穂線が第三セクター鉄道の高千穂鉄道に転換される。
- 4月29日 - 標津線がこの日限りで廃止。
- 4月30日 - 名寄本線・天北線がこの日限りで廃止。

### 5月
- 5月10日 - 女優の和泉雅子がスノーモービルとソリで氷原を踏破して北極点に到達。
- 5月13日 - ロッテオリオンズの村田兆治投手が200勝を達成。
- 5月16日 - 中村橋派出所警官殺害事件が発生。元陸上自衛官の男（当時20歳）が警察官から拳銃を奪うことを企て、警視庁練馬警察署の中村橋派出所（東京都練馬区中村北四丁目）を襲撃して執務中の警察官2人（巡査・巡査部長）をサバイバルナイフで刺殺したが、拳銃強奪は失敗に終わった[書籍 6]。加害者の男は1998年に死刑が確定。
- 5月17日 - 公明党の矢野絢也委員長が一連の不祥事の責任を取り辞任[書籍 2]。後任に石田幸四郎副委員長が就任。
- 5月22日
  - リクルート事件：藤波孝生元内閣官房長官と公明党所属の池田克也衆議院議員を受託収賄罪で在宅起訴[書籍 7][書籍 6]。
  - 日産自動車がR32型スカイラインを発売（GT-Rは8月21日発売）。
- 5月25日 - リクルート事件：衆議院予算委員会は中曾根康弘元首相を同事件の政界ルートに関与したことで証人喚問[書籍 7][書籍 6]。
- 5月29日 - リクルート事件：宮澤喜一前大蔵大臣（当時。後の首相）らを不起訴処分としたのを最後に全ての捜査を終結。

### 6月
- 6月1日
  - 岡山市市制100周年。
  - NHKが衛星第1テレビ及び衛星第2テレビの本放送開始。
  - FM802開局。
  - この日の毎日新聞朝刊一面で「グリコ・森永事件犯人取り調べ 5年2ヶ月ぶりに解決へ」の記事が掲載されるが、翌2日付紙面で「関与を否定」の記事を掲載、6月10日、毎日新聞社は、「行き過ぎ紙面を自戒」との釈明文を発表、誤報を含めた謝罪ではなかった。
- 6月2日
  - 内閣総理大臣の竹下登以下、竹下内閣が総辞職。自由民主党総裁選挙で宇野宗佑を選出[書籍 7][書籍 6]。
  - 横浜市開港130周年。
- 6月3日 - 宇野宗佑内閣発足。
- 6月4日 - 池北線が第三セクター鉄道の北海道ちほく高原鉄道に転換され、北海道ちほく高原鉄道ふるさと銀河線となる。
- 6月5日 - シャープが液晶ビジョン「XV-100Z」を発売。
- 6月21日 - ソニーがビデオカメラ「CCD-TR55」を発売。
- 6月24日 - 歌手の美空ひばりが死去。享年52[書籍 8]。
- 6月28日 - 名古屋アベック殺人事件: 名古屋地裁（小島裕史裁判長）で、強盗致傷・殺人・死体遺棄などの罪に問われた男女の被告人6人（うち5人は事件当時少年）に対する第一審の判決公判が開かれる[新聞 5]。同地裁は主犯格の被告人K（事件当時19歳）を死刑、殺害実行犯の少年（当時17歳）も「死刑相当」の無期懲役などといった刑に処する判決を宣告した。犯行時少年の被告人に地裁が言い渡した死刑判決は、連続射殺事件の犯人である永山則夫に対し、1979年に東京地裁が言い渡して以来のものであった[新聞 6]。なお、主犯少年は1996年12月に名古屋高裁で無期懲役（原判決を破棄自判）の判決を言い渡され[新聞 7]、確定している[新聞 8]。

### 7月
- 7月1日 - 甲府市、岐阜市市制100周年。
- 7月5日 - 金沢シーサイドラインが開業。
- 7月6日
  - 美空ひばりが、女性として初の国民栄誉賞を受賞[書籍 8]。
  - TBSテレビがザ・ベストテンの放送終了間際に9月下旬をもって放送終了する方針を正式発表。
- 7月9日 - 名古屋市の金山駅が東海道本線ホームや名古屋鉄道の駅設備を新設した一大乗換駅（通称金山総合駅）となる。
- 7月11日 - 歌手の中森明菜が、当時交際関係にあった歌手の近藤真彦の自宅で腕を切り自殺未遂。
- 7月12日
  - 東京ディズニーランドに映画『スター・ウォーズ』をモチーフにした新アトラクション「スター・ツアーズ」がオープン。それにあわせてジョージ・ルーカスが来日。
  - 秋田市市制100周年。
- 7月13日 - 太陽誘電が「That's CD-R」を発売。
- 7月15日 - 名古屋市で世界デザイン博覧会開幕、会期は11月26日まで。
- 7月16日 - 福井県越前町の国道305号線で崖崩れが発生[1]。
- 7月23日 - 第15回参議院議員通常選挙[書籍 7]。女性党首である土井たか子委員長率いる日本社会党が第一党に。一方、自民党歴史的大敗により宇野宗佑首相辞意表明[書籍 8]。
- 7月25日 - 北海道・大雪山系の中腹に、倒木を並べた「SOS」の文字が見つかり、近くで人骨が発見、所持品のテープレコーダからその被害者と思われる肉声メッセージが公開された。（SOS遭難事件）
- 7月29日 - スタジオジブリ映画『魔女の宅急便』が公開。

### 8月
- 8月1日

海部俊樹が第76代日本国首相に就任（8月10日）

  - 富士通、CI導入。ロゴマークが「FUJITSU」となる。
  - 3時15分頃、神奈川県川崎市高津区の住宅地で集中豪雨による土砂崩れが発生（死者6人・負傷者12人）[2]。
- 8月9日
  - 岩手県種市町妻子5人殺害事件。岩手県九戸郡種市町（現：洋野町種市）で元漁船員の男が妻子5人を殺害。事件後に自殺しようとしたが死にきれず、4日後（8月13日）に自首[新聞 9][新聞 10]。
  - 阪神甲子園球場で第71回全国高等学校野球選手権大会が開幕。
- 8月10日
  - 宮﨑勤（同年7月23日に強制わいせつ容疑で逮捕）が東京・埼玉連続幼女誘拐殺人事件への関与を自供[書籍 9]。
  - 第1次海部内閣発足。海部俊樹は史上初となる昭和生まれの内閣総理大臣。
- 8月14日 - トヨタ自動車が「デリボーイ」を発売。
- 8月17日 - この日の『読売新聞』夕刊一面で宮崎勤（東京・埼玉連続幼女誘拐殺人事件の被疑者）のアジトを発見したと報道したが、同事件の捜査関係者は、この記事が事実に反するとの見解を表明。10月15日付朝刊で調査報告を掲載、アジトの確認をしていなかったことを認めた。
- 8月22日 - 第71回全国高等学校野球選手権大会の決勝戦が甲子園球場にて行われ、東東京代表・帝京が延長10回、2-0で宮城代表・仙台育英を破り優勝。
- 8月24日 - 超高層マンション・スカイシティ南砂の24階（地上63m）で火災が発生（日本における有数の超高層火災）。
- 8月26日
  - 山下徳夫内閣官房長官が女性問題で辞任、後任の官房長官に森山真弓（当時環境庁長官）が就任、女性初の官房長官。
  - 明仁天皇の次男・礼宮（現：秋篠宮）文仁が川嶋紀子との婚約を発表。
- 8月30日 - 三井銀行が太陽神戸銀行との対等合併を発表（後にさくら銀行となり、現在の三井住友銀行に）。

### 9月
- 9月1日

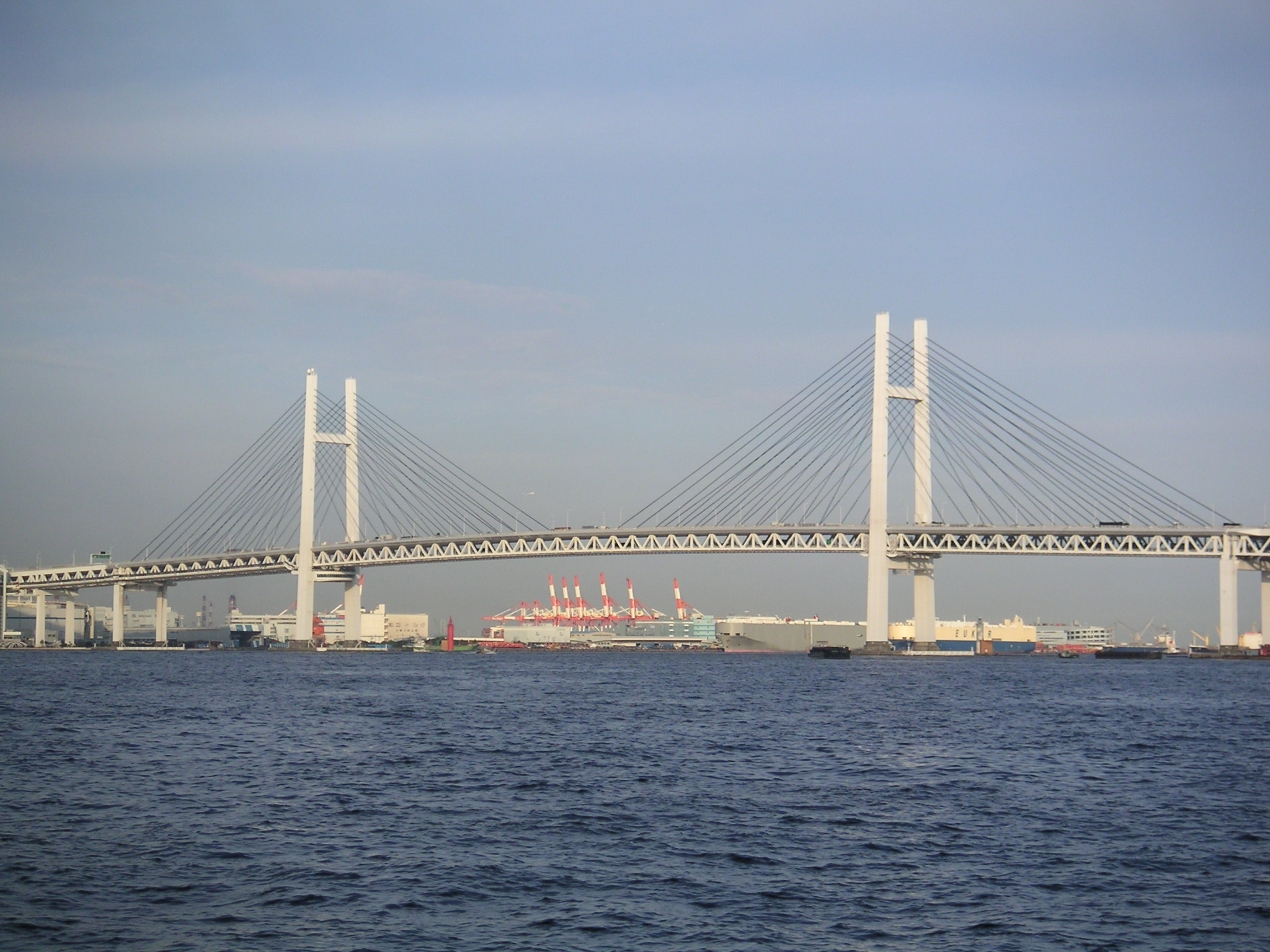
横浜ベイブリッジ（9月27日開通）

  - ジャスコ株式会社がグループの名称を「ジャスコグループ」から「イオングループ」に改称。
  - マツダが新販売チャネル「ユーノス」を開設。同時に「ロードスター」を発売（10月には「100」、「300」も発売）。
- 9月2日 - 東京地検、東京・埼玉連続幼女誘拐殺人事件を起こした宮崎勤を誘拐・殺人罪で起訴。
- 9月10日 - 名古屋市営地下鉄桜通線が開業。
- 9月12日 - 本田技研工業が「アスコット」を発売。
- 9月18日 - トヨタ自動車が「コロナEXiV」を発売。
- 9月22日 - 大相撲秋場所で横綱・千代の富士が通算965勝を挙げ、最多勝記録を樹立。
- 9月23日 - 任天堂創立100周年。
- 9月27日
  - 横浜ベイブリッジが開通。
  - ソニーがアメリカのコロンビア ピクチャーズを買収[書籍 10]。
  - 大相撲の貴花田光司が史上最年少17歳2ヶ月での十両昇進[書籍 11]。
- 9月28日 - TBSの人気音楽番組『ザ・ベストテン』が放送終了し、11年間の長い歴史に幕を下ろす。
- 9月29日 - 横綱・千代の富士に相撲界では初となる国民栄誉賞が贈られる[書籍 10]。

### 10月
- 10月1日

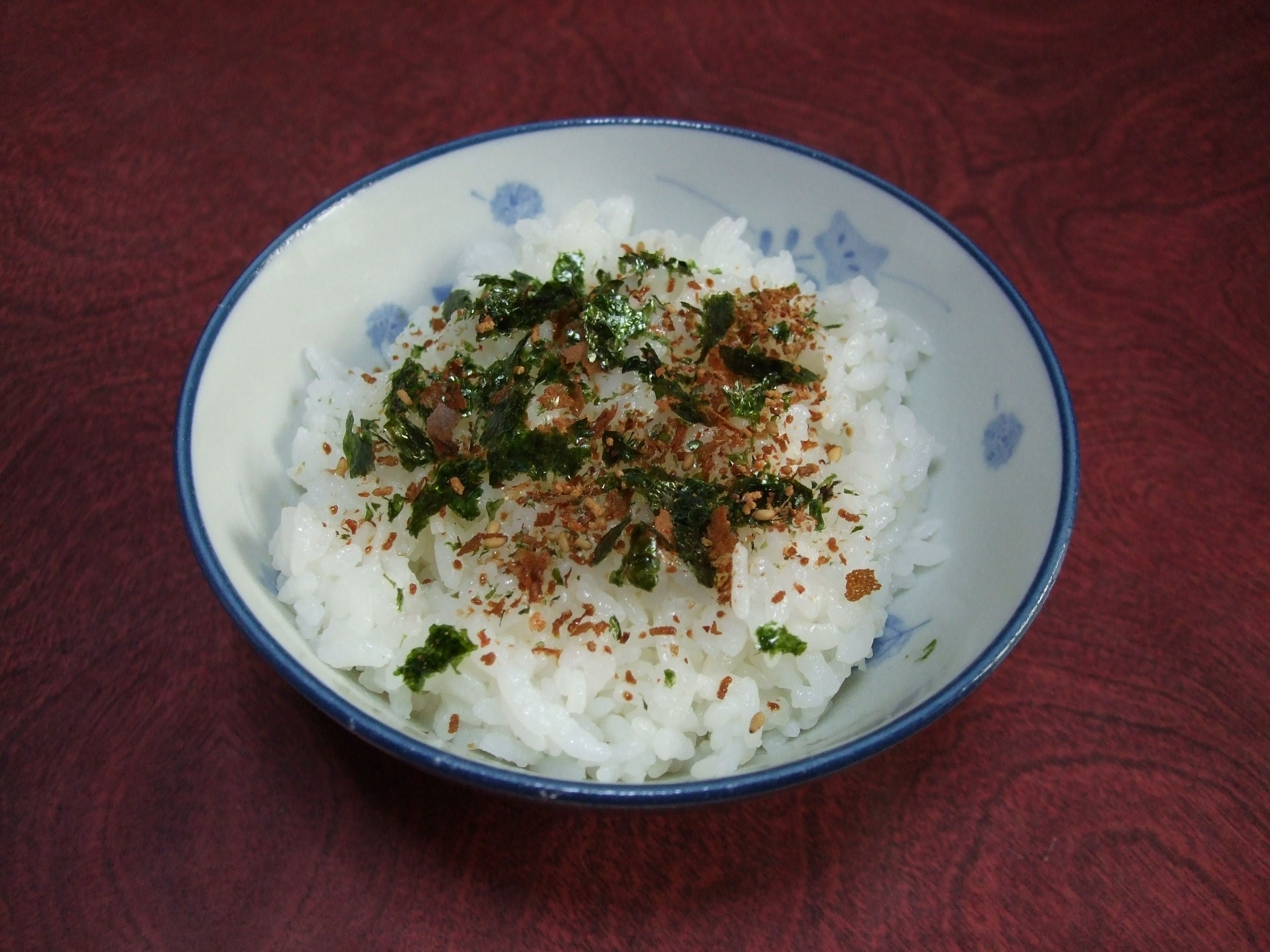
おとなのふりかけ（10月2日発売）

  - 名古屋市、鳥取市、徳島市市制100周年。
  - 東京・吾妻橋にアサヒビール本部ビルが竣工（リバーピア吾妻橋。同社旧吾妻橋工場の跡地で、現在はグループ会社のアサヒグループホールディングス、アサヒ飲料、アサヒグループ食品も入居）。
  - テレビ北海道（TVh）、テレビユー山形（TUY）、熊本朝日放送（KAB）、エフエムサウンド千葉（bayfm）開局。
  - 日本テレビ、人気生活情報教養番組『所さんの目がテン!』が放送開始。
  - 伊田線・糸田線・田川線が第三セクター鉄道の平成筑豊鉄道に、湯前線がくま川鉄道に転換される。
- 10月2日
  - 花王が「クイックル」を発売。
  - 永谷園が「おとなのふりかけ」を発売。
  - この日発売の「サンデー毎日」（毎日新聞社）にて、「オウム真理教の狂気」と題した同教団の批判キャンペーンを開始。オウム真理教の悪事がメディアで大きく取り上げられる原点となった。
- 10月4日 - 日本テレビ、人気バラエティ番組『ダウンタウンのガキの使いやあらへんで!!』放送開始。
- 10月5日 - 京阪鴨東線（三条駅 - 出町柳駅間）が開業、同本線との直通運転を開始。
- 10月6日 - 巨人、横浜スタジアムでの大洋戦に勝ち2年ぶりセ・リーグの優勝決める。
- 10月8日 - 三陸沖に遠ざかった台風が寒気を呼び込み北アルプス・立山連峰で中高年登山者8人が吹雪のため疲労凍死[3]。
- 10月9日
  - 千葉市に日本コンベンションセンター（幕張メッセ）が開場。
  - トヨタ自動車が「セルシオ」を発売。
- 10月12日 - 本田技研工業が「インスパイア」を発売。
- 10月14日
  - 田中角栄元首相が政界引退を表明。
  - 近鉄が藤井寺のダイエー戦に勝ち、9年ぶりパ・リーグの優勝決める。
  - フジテレビ『オレたちひょうきん族』が放送終了し、8年間の長い歴史に幕を下ろす。
- 10月19日　- 日産自動車が同社初のオーナードライバー向けFセグメントセダン『インフィニティ・Q45』を発表。（11月5日発売）
  - 10月26日 - 東京モーターショーが幕張メッセで初開催される（それまでは東京国際見本市会場）。
  - テレビアニメのエスパー魔美(藤子不二雄原作)が放送終了、2年半の放送に幕を閉じる。
- 10月27日
  - 山水電気がイギリスのポリー・ペック・インターナショナルに買収される。
  - 牟礼事件の死刑囚が病死。
- 10月29日 - 日本シリーズで巨人が近鉄相手に3連敗から4連勝の大逆転で日本一[書籍 11]。
- 10月31日 - 三菱地所がアメリカ のロックフェラー・センターを買収[書籍 10]。

### 11月
- 11月 - カップ麺の生産量が袋麺を上回る。
- 11月1日 - 毎日新聞とTBS系列が被疑者の呼び捨て報道をやめ、「容疑者」の呼称を使用開始。1984年のNHKとフジテレビに次ぐ措置。12月1日には朝日新聞と読売新聞、共同通信社、時事通信社、民放テレビ局各社、日本新聞協会加盟新聞社全社も「容疑者」の呼称を使用することに[注 5]。
- 11月4日 - オウム真理教による坂本弁護士一家殺害事件発生。
- 11月10日 - 福岡拘置所で1名の死刑執行、この後、12月15日（現地時間）に国際連合が加盟国における死刑撤廃を掲げた市民的及び政治的権利に関する国際規約の第2選択議定書を採択した影響もあり、1993年3月26日に3人に死刑が執行されるまで日本国内で死刑は全く執行されなかった。
- 11月21日 - 総評が解散[書籍 9]。
- 11月22日 - 日本労働組合総連合会（連合）発足。

### 12月
- 12月15日 - 松山市市制100周年。
- 12月22日 - 宮田線がこの日限りで廃止。
- 12月25日
  - 12月30日に立川競輪場で開催される予定だったKEIRINグランプリ'89が日本競輪選手会のストライキにより中止が決定。
  - 東京ディズニーランドに7,777万7,777人目のゲストが来園
- 12月18日 - 東証株価指数 (TOPIX) が史上最高値の2886.50（同日終値 2884.80）を記録。以後株価は下落へ転じ、バブル景気は崩壊へ。以後2024年に至るまでこの値が更新されることはなかった。
- 12月29日 - 日経平均株価が38,957円44銭（同日終値38,915円87銭）を記録。
- 12月31日
  - 同日抽籤が行われた、第270回全国自治宝くじ（年末ジャンボ宝くじ）の賞金が1等6000万円、前後賞計4千万円となり、1等と前後賞を合わせた賞金が初めて1億円の大台となる[Web 1]。

## 天候・天災・観測等
- 冬（1988年12月 - 1989年2月）は記録的な暖冬（観測史上4位）
- 平成元年秋雨前線豪雨
- 6月24日 - 台風6号が鹿児島県に上陸。
- 7月13日 - 手石海丘の海底噴火。
- 7月16日 - 阿蘇山が噴火。
- 7月27日 - 台風11号が鹿児島県に上陸。
- 8月6日 - 台風13号が千葉県に上陸。
- 8月27日 - 台風17号が高知県に上陸。
- 9月19日 - 台風22号が鹿児島県に上陸。
- 10月8日 - 台風25号が関東地方の南海上を通過。
台風は日本の東海上で温帯低気圧へと変わり、翌9日には日本列島は強い冬型となり、東日本 - 北日本の山岳部では初雪が観測された。また、富山県立山連峰では8人が疲労凍死する山岳遭難事故も発生している。

## 文化と芸術

### 流行

#### 流行語
- 新語・流行語大賞
  - 新語部門 - 金賞:「セクシャル・ハラスメント」、銀賞:「Hanako」（女性誌）、銅賞:「DODA/デューダ (する)」（転職・情報誌）、表現賞:「まじめ×ゆかい」（川崎製鉄 (現・JFEスチール)）、「濡れ落葉 (夫婦関係)」（樋口恵子）
  - 流行語部門 - 金賞:「オバタリアン」（漫画家・堀田かつひこ、政治家・土井たか子）、銀賞:「ケジメ」（久米宏）、銅賞:「24時間タタカエマスカ」（三共 (現・第一三共ヘルスケア) リゲインCM、俳優・時任三郎）、大衆賞:「イカ天」（TBS番組）、「こんなん出ましたけど〜」（占い師・泉アツノ）
  - 特別部門賞 - 特別賞:「壁開放」、特別賞:「平成」、語録賞:『「NO」と言える日本』（石原慎太郎/盛田昭夫著）

#### ファッション
- イタリアン・ファッションがブーム。サラリーマンのビジネススーツにもソフトスーツが浸透
- 「渋カジ」が定着
- ラルフローレンが人気を集める。

### 建築
竣工
解体

### 出版
ベストセラー
- 吉本ばなな『TUGUMI』
- 井上靖『孔子』
- 村上春樹『ノルウェイの森』
- 盛田昭夫・石原慎太郎『「NO」と言える日本』
- 藤村由加『人麻呂の暗号』

#### 文学
- 芥川賞
  - 第101回（1989年上半期） - 該当作品なし
  - 第102回（1989年下半期） - 大岡玲 『表層生活』、瀧澤美恵子 『ネコババのいる町で』
- 直木賞
  - 第101回（1989年上半期） - ねじめ正一『高円寺純情商店街』、笹倉明『遠い国からの殺人者』
  - 第102回（1989年下半期） - 星川清司『小伝抄』、原尞『私が殺した少女』

#### 雑誌
創刊
- 宝島社より『CUTiE』創刊。

廃刊

### 音楽
- プリンセス・プリンセス「Diamonds」「世界でいちばん熱い夏」
- 光GENJI「太陽がいっぱい」「地球をさがして」
- 工藤静香「恋一夜」「黄砂に吹かれて」「嵐の素顔」
- 長渕剛「とんぼ」「激愛」
- 男闘呼組「TIME ZONE」「CROSS TO YOU」
- Wink「愛が止まらない」「涙をみせないで」「淋しい熱帯魚」
- 森高千里「17才」
- 爆風スランプ「Runner」「リゾ・ラバ -Resort Lovers-」
- TM NETWORK「GET WILD '89」「COME ON EVERYBODY」「JUST ONE VICTORY (たったひとつの勝利)」「DIVE INTO YOUR BODY」
- 竹内まりや「シングル・アゲイン」
- 桂銀淑「酔いどれて」
- BARBEE BOYS「目を閉じておいでよ」
- 宮沢りえ「ドリームラッシュ」
- 徳永英明「最後の言い訳」「恋人」
- 小泉今日子「学園天国」「Fade Out」
- 斉藤由貴「夢の中へ」
- 中山美穂「ROSÉCOLOR」「Virgin Eyes」
- 浜田麻里「Return to Myself 〜しない、しない、ナツ。」
- サザンオールスターズ「さよならベイビー」
- 田原俊彦「ごめんよ涙」「愛しすぎて」
- CoCo「EQUALロマンス」
- 中村あゆみ「ともだち」
- 南野陽子「涙はどこへいったの」
- COMPLEX「BE MY BABY」
- 少年隊「まいったネ、今夜」
- 坂本冬美「男の情話」
- ZIGGY「GLORIA」
- 久保田利伸「Dance If You Want It」「Indigo Waltz」
- SHOW-YA「限界LOVERS」
- 渡辺美里「ムーンライト ダンス」「虹をみたかい」
- 浅香唯「TRUE LOVE」「NEVERLAND 〜YAWARA!メインテーマ〜」「恋のロックンロール・サーカス」
- 米米CLUB「FUNK FUJIYAMA」
- ザ・タイマーズ「デイ・ドリーム・ビリーバー」
- ユニコーン「大迷惑」
- 永井真理子「ミラクル・ガール」
- レベッカ「One More Kiss」
- 薬師丸ひろ子「語りつぐ愛に」
- 小田和正「Little Tokyo」
- 玉置浩二「キ・ツ・イ」「I'm Dandy」
- 中島みゆき「あした」
- 矢沢永吉「SOMEBODY'S NIGHT」
- 中森明菜「LIAR」
- TUBE「SUMMER CITY」
- チェッカーズ「Room」「Cherie」
- 氷室京介「SUMMER GAME」「MISTY〜微妙に〜」
- 松任谷由実「ANNIVERSARY〜無限にCALLING YOU」
- 石川さゆり「風の盆恋歌」
- HOUND DOG「大地の子供たち」
- 和田アキ子「だってしょうがないじゃない」
- 井上陽水「リバーサイドホテル」「最後のニュース」
- 牛若丸三郎太「勇気のしるし〜リゲインのテーマ〜」
- 美空ひばり「川の流れのように」
- PERSONZ「DEAR FRIENDS」「7COLORS -Over The Rainbow-」「Fallin' Angel -嘆きの天使-」
- B'z「君の中で踊りたい」「BAD COMMUNICATION」
- 鶴久政治「貴女次第」「暴れる女神〜HURRICANE GIRL〜」
- ECHOES「貴女次第」「ZOO」
- 聖飢魔II 「白い奇蹟」で第40回NHK紅白歌合戦出場
- Xがアルバム『BLUE BLOOD』（「紅」、「ENDLESS RAIN」等収録）でメジャーデビュー
- THE BOOMがシングル「君はTVっ子」、アルバム『A PEACETIME BOOM』の同時発売でメジャーデビュー。「星のラブレター」「気球に乗って」

### 演劇
歌舞伎
宝塚歌劇団

### 映画

#### 邦画
- 4月22日 - あぶない刑事シリーズの第3作『もっともあぶない刑事』劇場公開。
- 黒い雨
- 彼女が水着にきがえたら
- 7月15日 - 日米合作アニメーション映画『リトル・ニモ』劇場公開。
- ガンヘッド
- 7月29日 - 『魔女の宅急便』（宮崎駿監督）が劇場公開。
- その男、凶暴につき
- ゴジラvsビオランテ

#### 洋画
日本公開映画（本国公開は前年以前）
- チャイニーズ・ゴースト・ストーリー
- 紅いコーリャン
- ダイ・ハード
- レインマン
- 恋恋風塵
- ニュー・シネマ・パラダイス

本国公開・日本公開ともに当年
- インディ・ジョーンズ/最後の聖戦
- 奇蹟/ミラクル
- 007 消されたライセンス
- ブラック・レイン
- リーサル・ウェポン2/炎の約束
- バットマン
- 恋人たちの予感
- バック・トゥ・ザ・フューチャー PART2
- セックスと嘘とビデオテープ

### テレビ
ドラマ
- NHK大河ドラマ『春日局』
- NHK朝の連続テレビ小説
  - 『青春家族』（主演：清水美沙）
  - 『和っこの金メダル』（主演：渡辺梓）
- フジテレビ系月9ドラマ
  - 『君の瞳に恋してる!』
  - 『教師びんびん物語2』
  - 『同・級・生』
  - 『愛しあってるかい!』
- フジテレビ系木曜劇場
  - 『あなたが欲しい』
  - 『ハートに火をつけて!』
  - 『この胸のときめきを』
  - 『過ぎし日のセレナーデ』
- 日本テレビ系ドラマ
  - 『ハロー!グッバイ』
  - 『勝手にしやがれヘイ!ブラザー』
  - 『池中玄太80キロIII』
  - 『ツヨシしっかりしなさい』
- TBS系ドラマ
  - 『はいすくーる落書』
  - 『ママハハ・ブギ』(TBS系の月9ドラマはこの作品が最後、後に『月曜ドラマスペシャル』になる)

バラエティなど諸分野
- NHKスペシャル（NHK総合）
- 所さんの目がテン!（日本テレビ）
- どちら様も!!笑ってヨロシク（日本テレビ）
- ダウンタウンのガキの使いやあらへんで!!（日本テレビ）
- 知ってるつもり?!（日本テレビ）
- ギミア・ぶれいく（TBS）
- 筑紫哲也 NEWS23（TBS）
- 邦ちゃんのやまだかつてないテレビ（フジテレビ）
- どーする!?TVタックル（テレビ朝日）- 現『ビートたけしのTVタックル』
- 鳥越・畑 ザ・スクープ（テレビ朝日）
- 終了番組
  - 今夜は最高!（日本テレビ）
  - ザ・ベストテン（TBS）
  - 痛快なりゆき番組 風雲!たけし城（TBS）
  - オレたちひょうきん族（フジテレビ）

特撮
- 魔法少女ちゅうかなぱいぱい!（フジテレビ）
- 機動刑事ジバン（テレビ朝日）
- 高速戦隊ターボレンジャー（テレビ朝日）
- 魔法少女ちゅうかないぱねま!（フジテレビ）

#### コマーシャル
| キャッチフレーズなど          | 商品名など                 | メーカーなど | 出演者                           | 音楽                                                |
| ----------------------------- | -------------------------- | ------------ | -------------------------------- | --------------------------------------------------- |
| ♪24時間たたかえますか         | リゲイン                   | 三共         | 時任三郎                         | 日下好明・近藤達郎・時任三郎（牛若丸三郎太）（歌）  |
| 証言                          | キリンラガービール         | キリンビール | つかこうへい 他                  | -                                                   |
| 私はドライではありません      | モルツ                     | サントリー   | 郷ひろみ、山本浩二他             | -                                                   |
| ♪まいて まいて〜 手巻き寿司ぃ | ミツカン酢                 | 中埜酢店     | とんねるず                       | とんねるず（歌）                                    |
| ピントに強く、色がいい        | フジカラーHG               | 富士フイルム | 井森美幸                         | -                                                   |
| ピーマン入れんといてやー      | 焼ビーフン                 | ケンミン食品 | 子供2人（イラスト）              | -                                                   |
| 僕はいつもハローダイヤル      | ハローダイヤル             | NTT          | 中井貴一・小島なおみ             | 高橋良一・中井貴一（歌）                            |
| やまだかつてないうまさ        | ファイブ・ミニ             | 大塚製薬     | 山田邦子                         | 芳野藤丸                                            |
| やわらか頭、してます          | 企業イメージ               | 住友金属工業 | 山瀬まみ                         | -                                                   |
| ♪デューダー デューダー        | DODA                       | 学生援護会   | 大地康雄・イッセー尾形           | オリジナル&草競馬                                   |
| ♪そーれ そーれ 鉄骨飲料       | 鉄骨飲料                   | サントリー   | 鷲尾いさ子と鉄骨娘               | 東京バナナボーイズ・鷲尾いさ子と鉄骨娘（歌）        |
| ちからこぶる。                | カップヌードル             | 日清食品     | アーノルド・シュワルツェネッガー | ラッキィ池田（振付担当）                            |
| カッコインテグラ              | インテグラ                 | ホンダ       | マイケル・J・フォックス          | パワー・オブ・ラヴ（ヒューイ・ルイス&ザ・ニュース） |
| まっさらです                  | パンシロン総合胃腸薬       | ロート製薬   | 渥美清                           | -                                                   |
| ホカロンで、ホカホカ列島      | ホカロン（使い捨てカイロ） | ロッテ       | 福井敏雄                         | -                                                   |

### アニメ
アニメーション映画
- 3月11日 - 『ドラえもん のび太の日本誕生』（監督：芝山努）
- 7月15日 - 『機動警察パトレイバー the Movie』（監督：押井守）
- 7月29日 - 『魔女の宅急便』（監督：宮崎駿）

テレビアニメ
- 1月14日 - 『おぼっちゃまくん』放映開始。
- 1月15日 - 『ピーターパンの冒険』放映開始。
- 2月4日 - 『まんがはじめて面白塾』放映開始。
- 3月11日 - 『獣神ライガー』放映開始。
- 3月14日 - 『トランスフォーマーV』放映開始。
- 4月2日 - 『ミラクルジャイアンツ童夢くん』放映開始。
- 4月3日 - 『アイドル伝説えり子』、『小さなアヒルの大きな愛の物語 あひるのクワック』、『チップとデールの大作戦』放映開始。
- 4月6日 - 『天空戦記シュラト』放映開始。
- 4月7日 - 『魔動王グランゾート』、『青いブリンク』放映開始。
- 4月9日 - 『新ビックリマン』放映開始。
- 4月10日 - 『ビリ犬なんでも商会』放映開始。
- 4月15日 - 『悪魔くん』、『らんま1/2』放映開始。
- 4月18日 - 『GO!レスラー軍団』放映開始。
- 4月26日 - 『ドラゴンボールZ』放映開始。
- 7月21日 - 『昆虫物語 みなしごハッチ』放映開始。
- 10月2日 - 『パラソルヘンべえ』、『桃太郎伝説』、『ジャングルブック・少年モーグリ』放映開始。
- 10月3日 - 『ダッシュ!四駆郎』放映開始。第一次ミニ四駆ブームの火付け役となった。
- 10月4日 - 『バッグスバニーのぶっちぎりステージ』放映開始。
- 10月5日 - 『レスラー軍団〈銀河編〉 聖戦士ロビンJr.』放映開始。
- 10月9日 - 『魔法使いサリー』放映開始。
- 10月11日 - 『機動警察パトレイバー』放映開始。
- 10月12日 - 『ジャングル大帝』放映開始。
- 10月14日 - 『シートン動物記』放映開始。
- 10月15日 - 『シティーハンター3』放映開始。
- 10月16日 - 『がきデカ』、『YAWARA!』放映開始。
- 10月17日 - 『かりあげクン』、『笑ゥせぇるすまん』放映開始。
- 10月18日 - 『小松左京アニメ劇場』、『まじかるハット』放映開始。
- 10月19日 - 『たいむとらぶるトンデケマン!』、『らんま1/2 熱闘編』放映開始。
- 11月2日 - 『チンプイ』放映開始。
- 12月2日 - 『ドラゴンクエスト』放映開始。

OVA

### ゲーム

#### コンピューターゲーム
アーケードゲーム
- テトリス - 「ゲームマシン」誌 89年年間ベストヒットゲームズ25 テーブル型ＴＶゲーム機 第一位[4]
- アイドル放送局 - 「ゲームマシン」誌 89年年間ベストヒットゲームズ25 ＴＶ麻雀ゲーム 第一位[4]
- チェイスH.Q. - 「ゲームマシン」誌 89年年間ベストヒットゲームズ25 アップライト／コックピット型ＴＶゲーム機 第一位[4]
- サイクロン（英語版） - 「ゲームマシン」誌 89年年間ベストヒットゲームズ25 フリッパー分野 第一位[4]

- 5月 - SEGAがアーケードゲーム『ゴールデンアックス』を発売（12月23日にはメガドライブ移植版が発売）。
- 10月6日 - アーケードゲーム『スーパーハングオン』のメガドライブ移植版が発売。
- 12月 -カプコン がアーケードゲーム『ファイナルファイト』を発売

テレビゲーム
- 2月25日 - ファミコンソフト『ファミコンジャンプ 英雄列伝』発売。
- 3月21日 - SEGAがメガドライブソフト『ファンタシースターII 還らざる時の終わりに』を発売。
- 4月29日 - SEGAがメガドライブソフト『スーパー大戦略』を発売。
- 6月15日 - メガドライブソフト『サンダーフォースII MD』発売。
- 8月3日 - メガドライブソフト『大魔界村』を発売。
- 8月27日 - 任天堂がファミコンソフト『MOTHER』発売。
- 11月22日 - 日本電気ホームエレクトロニクスが家庭用ゲーム機『PCエンジンシャトル』を発売。
- 12月2日 - SEGAがメガドライブソフト『ザ・スーパー忍』を発売。
- 12月8日 - 日本電気ホームエレクトロニクスが家庭用ゲーム機『PCエンジンコアグラフィックス』を発売。
- 12月8日 - 日本電気ホームエレクトロニクスが家庭用ゲーム機『PCエンジンスーパーグラフィックス』を発売。

携帯型ゲーム
- 4月21日 - 任天堂が携帯型ゲーム機『ゲームボーイ』を発売。同時発売ソフト『スーパーマリオランド』『役満』がヒット。
- 5月29日 - 任天堂がゲームボーイソフト『テニス』を発売。
- 6月14日 - 任天堂がゲームボーイソフト『テトリス』発売。テトリスブームとなる。
- 12月15日 - ゲームボーイソフト『魔界塔士Sa・Ga』発売。

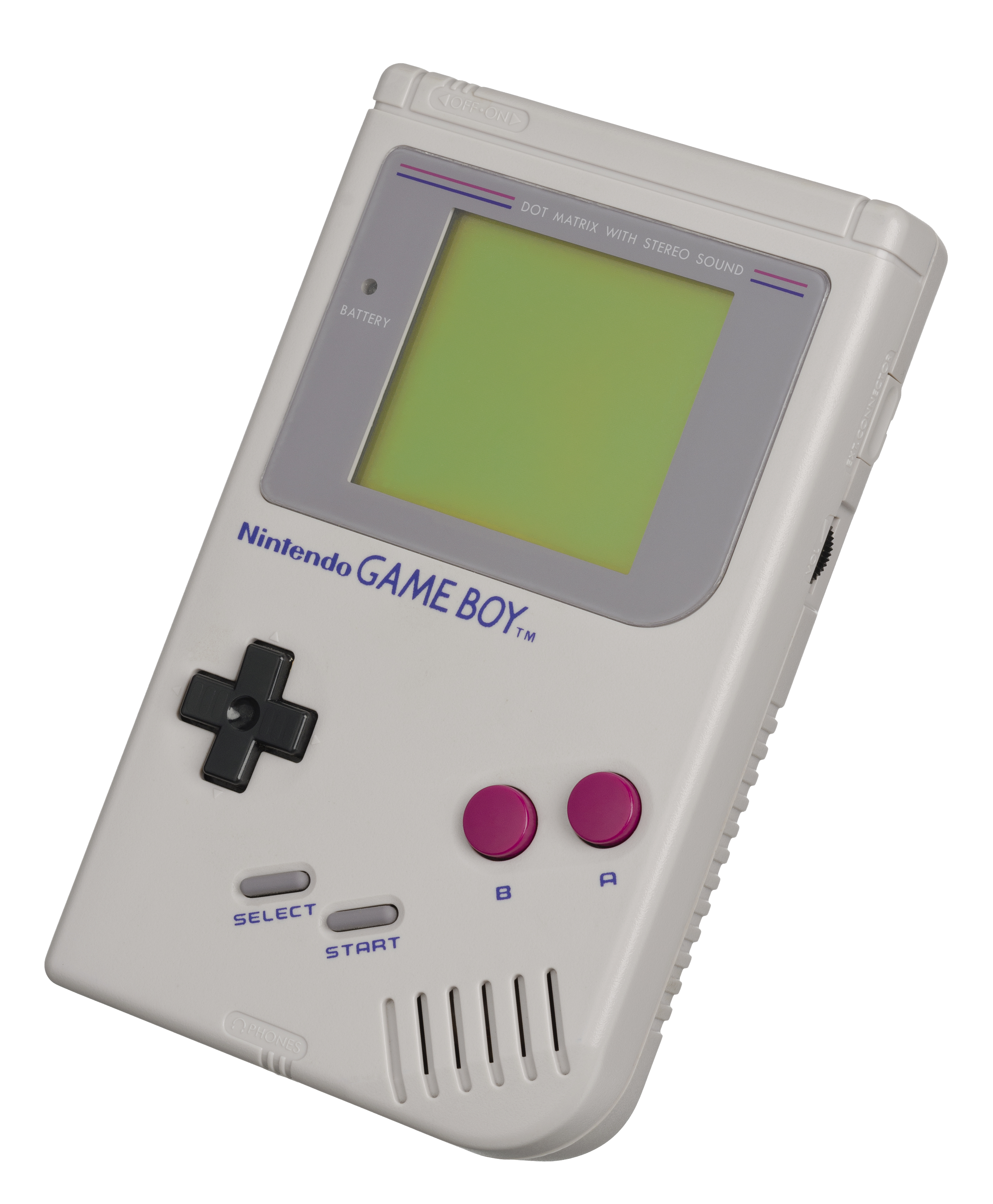
ゲームボーイ（4月21日発売）

## スポーツ

### 総合競技大会
- 第44回国民体育大会 (はまなす国体)

### 各競技

#### 野球
プロ野球
- セ・リーグ優勝 読売ジャイアンツ
- パ・リーグ優勝 近鉄バファローズ
- 日本シリーズ優勝 読売ジャイアンツ（4勝3敗）

高校野球
- 春優勝 東邦（愛知県）
- 夏優勝 帝京（東京都）

#### 相撲
大相撲（幕内最高優勝）
- 初場所 北勝海信芳
- 春場所 千代の富士貢
- 夏場所 北勝海信芳
- 名古屋 千代の富士貢
- 秋場所 千代の富士貢
- 九州場所 小錦八十吉

#### プロレス
- プロレス大賞MVP 前田日明（UWF）
- 世界最強タッグ決定リーグ戦優勝スタン・ハンセン&天龍源一郎（龍艦砲）組

#### モータースポーツ
- 全日本F3000選手権 小河等
- 全日本GC ジェフ・リース
- 全日本スポーツプロトタイプカー耐久選手権 高橋国光
- 全日本ツーリングカー選手権 長谷見昌弘
- 全日本ロードレース選手権
  - 500cc 藤原儀彦
  - 250cc 岡田忠之

## 誕生
誕生した事に特筆性のある人物等（世襲制の跡継ぎ、絶滅寸前の生物の誕生、等）を記載しています。それ以外については、Category:1989年生を参照してください。

### 1月
- 1月1日 - 江成正元、俳優
- 1月2日 - 三遊亭兼太郎、落語家
- 1月3日 - 梅田彩佳、元NMB48、AKB48
- 1月3日 - 内村航平、体操選手
- 1月5日 - 府金重哉、俳優
- 1月5日 - 大畠美咲、女子プロレスラー
- 1月6日 - 岡田沙也加、気象予報士
- 1月6日 - 辻本賢人、プロ野球選手
- 1月6日 - 亀田大毅、プロボクサー
- 1月6日 - 鈴木麻世、女優、元子役
- 1月6日 - 杉ありさ、タレント
- 1月6日 - 安田由紀奈、タレント
- 1月6日 - 三上枝織、声優
- 1月7日 - 菅崎茜、歌手
- 1月7日 - 中島由香利、音楽&ダンスユニット・hy4 4yhメンバー
- 1月8日 ‐ 佐山愛、AV女優
- 1月8日 - 信江勇、女優
- 1月9日 - 池見典子、アイドル
- 1月10日 - 内藤理沙、アイドル
- 1月10日 - 石黒英雄、俳優
- 1月11日 - 高城樹衣、タレント
- 1月11日 - 杉浦恭平、サッカー選手
- 1月12日 - 三井保奈美、女優
- 1月12日 - 藤村あさみ、女優
- 1月12日 - NAO、女子アマレスラー
- 1月13日 - 林未紀、アイドル
- 1月13日 - 宮田直樹、俳優
- 1月14日 - 山田真央、タレント
- 1月14日 - 豊田エリー、タレント
- 1月17日 - 相原みぃ、グラビアアイドル
- 1月18日 - 南昌輝、プロ野球選手
- 1月19日 - 實藤友紀、サッカー選手
- 1月19日 - 藤満霞、プロボクサー
- 1月19日 - ジェイク・リー、プロレスラー
- 1月20日 - あきち、ファッションモデル
- 1月20日 - 守屋美穂、ボートレーサー
- 1月20日 - 石井亜早実、ミュージカル俳優
- 1月21日 - 西田奈津美、タレント
- 1月21日 - 壱岐尾彩花、ファッションモデル
- 1月21日 - 小林寛、野球選手
- 1月22日 - 山中誠晃、サッカー選手
- 1月23日 - 疋田紗也、グラビアアイドル
- 1月24日 - 寺門仁美、女優
- 1月24日 - 土井健大、プロ野球選手
- 1月24日 - 中西優香、元SKE48、AKB48
- 1月25日 - 竹内友哉、俳優
- 1月25日 - 多部未華子、女優
- 1月25日 - 渡辺舞、ファッションモデル
- 1月27日 - 村上史、アナウンサー
- 1月27日 - 高地真吾、ナレーター、声優
- 1月28日 - 福島新太、サッカー選手
- 1月31日 - 出羽疾風龍二、大相撲力士
- 1月31日 - 名取未貴、タレント

### 2月
- 2月1日 - 楠田亜衣奈、声優
- 2月3日 - 延江大輔、プロ野球選手
- 2月3日 - 渡邉卓也、プロボクサー
- 2月4日 - 大空直美、声優
- 2月4日 - 鈴木勝吾、俳優
- 2月5日 - 五十嵐こころ、AV女優
- 2月5日 - 森本晴香、アナウンサー
- 2月5日 - 杏子ゆう、AV女優
- 2月7日 - 足立夢実、シンクロナイズスイミング選手
- 2月8日 - 朱里、女子プロレスラー
- 2月8日 - 今井貴大、騎手
- 2月8日 - 柴田健斗、プロ野球選手
- 2月9日 - 河崎愛美、作家
- 2月10日 - 福田秀平、プロ野球選手
- 2月10日 - 森安真弓、タレント
- 2月10日 - 林家希林、落語家
- 2月12日 - 内田莉紗、タレント
- 2月12日 - 関山藍果、歌手
- 2月12日 - 朝弁慶大吉、大相撲力士
- 2月13日 - 加島ちかえ、タレント
- 2月14日 - 西内ひろ、グラビアアイドル・レースクイーン
- 2月15日 - 葵、女優
- 2月15日 - 西脇綾香、Perfume
- 2月15日 - 金原杏奈、ファッションモデル
- 2月16日 - 金崎夢生、サッカー選手
- 2月17日 - 森由佳、タレント
- 2月17日 - 愛間みるく、AV女優
- 2月18日 - 妹川華、タレント
- 2月18日 - 河野安優美、女優
- 2月18日 - 愛音ゆり、AV女優
- 2月20日 - 黒田真由、体操選手
- 2月21日 - 山本由貴、タレント・グラビアアイドル
- 2月21日 ‐ 浦口史帆、東海テレビアナウンサー
- 2月21日 - 加納、お笑い芸人（Aマッソ）
- 2月23日 - 中川美樹、グラビアアイドル
- 2月24日 - 宏洋、俳優、YouTuber
- 2月24日 - 千代將太、俳優
- 2月25日 - 鹿沼憂妃、タレント、モデル
- 2月25日 - 花澤香菜[Web 2]、タレント、声優
- 2月25日 - 阿部健治郎、タレント
- 2月25日 - 翔月なつみ、プロレスラー
- 2月26日 - 矢野みなみ、野球選手
- 2月27日 - 小塚崇彦、フィギュアスケート選手
- 2月27日 - 篠原美紀、女優
- 2月27日 - 宮原健斗、プロレスラー
- 2月28日 - 西嶋一記、野球選手

### 3月
- 3月1日 - 西原加純、陸上競技選手
- 3月1日 - 原菜摘子、女子サッカー選手
- 3月1日 - 田原彩香、フリーアナウンサー
- 3月2日 - 熊木翔、タレント
- 3月2日 - 福留佑子、タレント
- 3月2日 - 亜里沙、グラビアアイドル
- 3月3日 - 権田修一、サッカー選手
- 3月3日 - 有永一生、サッカー選手
- 3月3日 - 並木優、AV女優
- 3月5日 - ライスシャワー、競走馬（+ 1995年）
- 3月5日 - 永井謙佑、サッカー選手
- 3月6日 - 岩田剛典、三代目J Soul Brothers
- 3月7日 - SATOMI'、歌手
- 3月7日 - 朝川ことみ、グラビアアイドル
- 3月7日 - 永山絢斗、俳優
- 3月8日 - あいかわ優衣、AV女優
- 3月9日 - 千葉雄大、ファッションモデル・俳優
- 3月9日 - 久本真菜、アナウンサー
- 3月10日 - じゅよん、女優・タレント
- 3月10日 - 大場達也、プロ野球選手
- 3月13日 - マーガリン、ローカルタレント
- 3月14日 - 山崎亮平、サッカー選手
- 3月15日 - 一双麻希、ファッションモデル、グラビアイドル
- 3月15日 - 愛璃みい、AV女優
- 3月16日 - 工藤晴香、声優
- 3月16日 - 原瑞歩、ファッションモデル
- 3月17日 - 香川真司、サッカー選手
- 3月18日 - 篠原孝文、俳優
- 3月18日 - 松本華奈、女優、声優
- 3月18日 - 西野カナ、歌手
- 3月19日 - 太田暁音、陸上競技選手
- 3月19日 - 小林豊、俳優、歌手、BOYSANDMENメンバー
- 3月20日 - 井上正大、俳優
- 3月21日 - 橋本彩、グラビアアイドル
- 3月21日 - 有田隆平、ラグビー選手
- 3月21日 - 佐藤健、俳優
- 3月21日 - 長谷川りりな、グラビアアイドル
- 3月21日 - 秋吉亮、プロ野球選手
- 3月22日 - 坂越由実子、音楽&ダンスユニット・hy4_4yhメンバー
- 3月22日 - 中村恭平、プロ野球選手
- 3月23日 - 山田弘喜、プロ野球選手
- 3月23日 - 西田麻衣、グラビアアイドル
- 3月23日 - 中村恵吾、プロ野球選手
- 3月23日 - 遠藤一星、プロ野球選手
- 3月24日 - 小泉瑠美、グラビアアイドル
- 3月24日 - 井岡一翔、ボクサー
- 3月25日 - 原田善友、タレント
- 3月26日 - 希月あおい、元女子プロレスラー（アイスリボン）
- 3月26日 - 河合いよ、グラビアアイドル・タレント
- 3月27日 - 菜月理子、グラビアアイドル
- 3月27日 - 久野静香、アナウンサー
- 3月27日 - 福山博之、プロ野球選手
- 3月29日 - 吉田有希、女優
- 3月29日 - 篤海、俳優
- 3月29日 - 今井成美、グラビアアイドル
- 3月29日 - 有村一成、タレント
- 3月29日 - 屋宜照悟、プロ野球選手
- 3月30日 - 岡田彩菜、アイドル・歌手
- 3月31日 -  大川雅大、俳優

### 4月
- 4月1日 - 杉本有美、ファッションモデル、グラビアアイドル
- 4月1日 - 宇浦冴香、歌手
- 4月1日 - 綾波優、AV女優
- 4月1日 - 森本サイダー、お笑い芸人
- 4月2日 - 増島綾子、女優
- 4月3日 - MEILIN、歌手
- 4月3日 - 吉田恵智華、女優
- 4月3日 - 加藤弘堅、サッカー選手
- 4月4日 - 村上東奈、女優、タレント、ファッションモデル
- 4月4日 - 久保賢司、キックボクサー
- 4月5日 - 坪井保菜美、新体操選手
- 4月6日 - 中島安里紗、女子プロレスラー（JWP）
- 4月7日 - 三上真奈、フジテレビアナウンサー
- 4月7日 - 関義哉（新選組リアン）、歌手
- 4月7日 - 木谷良平、野球選手
- 4月8日 - 高橋瞳、歌手
- 4月8日 - 大平成一、プロ野球選手
- 4月8日 - 大谷幸輝、サッカー選手
- 4月8日 - 下田光平、サッカー選手
- 4月8日 - 後藤彩、バスケットボール選手
- 4月10日 - 三上朋也、プロ野球選手
- 4月11日 - 丸佳浩、プロ野球選手
- 4月13日 - 柴田章吾、プロ野球選手
- 4月14日 - Candy、歌手
- 4月14日 - ELISA、歌手
- 4月14日 - 垣内俊哉、実業家
- 4月14日 - 関口将平、野球選手
- 4月15日 - 岩見彩乃、プロボウラー
- 4月18日 - 熊代聖人、プロ野球選手
- 4月18日 - 水谷太洋、フィギュアスケート選手
- 4月18日 - 丹羽将弥、プロ野球選手
- 4月21日 - 寺田有希、HOP CLUB
- 4月21日 - 神谷さやか、グラビアアイドル
- 4月21日 - HIKAKIN、YouTuber、ヒューマンビートボクサー、UUUM株式会社ファウンダー最高顧問
- 4月22日 - 中田翔、プロ野球選手
- 4月22日 - 冨田尚弥、水泳選手
- 4月22日 - 鈴木惇、サッカー選手
- 4月23日 - 岩井七世、モデル
- 4月23日 - アンチエイジ徳泉、ものまね芸人
- 4月23日 - 伊藤光、プロ野球選手
- 4月24日 - 荒張裕司、プロ野球選手
- 4月24日 - 井上翔太、サッカー選手
- 4月24日 - 吉野峻光、サッカー選手
- 4月25日 - ミホノブルボン、競走馬（+ 2017年）
- 4月26日 - 水崎綾女、グラビアアイドル
- 4月28日 - 佐野和真、俳優
- 4月28日 - 中村美里、柔道選手
- 4月28日 - 杉本昌都、プロ野球選手
- 4月30日 - 清水航平、サッカー選手
- 4月30日 - 鎌倉涼、ボートレーサー

### 5月
- 5月1日 - 山田侑磨、俳優
- 5月2日 - いろは、グラビアアイドル
- 5月2日 - 大竹洋平、サッカー選手
- 5月2日 - 永畑祐樹、サッカー選手
- 5月3日 - 吉田勇樹、サッカー選手
- 5月3日 - 酒井瞳、アイドリング!!!
- 5月4日 - 星羅、シンガーソングライター、ファッションモデル
- 5月4日 - 藤浦めぐ、AV女優
- 5月5日 - 田中杏沙、声優
- 5月6日 - 神河美音、AV女優
- 5月6日 - やしろあずき、漫画家
- 5月7日 - 坂本大空也、プロ野球選手
- 5月8日 - 木下航志、歌手
- 5月8日 - 伊藤隼太、野球選手
- 5月8日 - 宇宙まお、シンガーソングライター
- 5月9日 - 山崎正貴、プロ野球選手
- 5月12日 - 堀田秀平、サッカー選手
- 5月12日 - 伊吹ひかり、ファッションモデル
- 5月12日 - 川端友紀、野球選手
- 5月13日 - 大喜鵬将大、大相撲力士
- 5月14日 - 斉藤彰吾、プロ野球選手
- 5月15日 - 南明奈、グラビアアイドル
- 5月15日 - 上谷暢宏、サッカー選手
- 5月15日 - 比嘉祐介、サッカー選手
- 5月15日 - 羽染達也、俳優・声優
- 5月19日 - 阿部和成、プロ野球選手
- 5月19日 - 久保ユリカ、声優
- 5月19日 - 三觜要介、俳優
- 5月19日 - JASMINE、歌手
- 5月22日 - 大山恭平、サッカー選手
- 5月22日 - 高木駿、サッカー選手
- 5月23日 - 夏菜、女優
- 5月23日 - 田島ゆみか、女優
- 5月23日 - 川北茂澄、お笑い芸人（真空ジェシカ）
- 5月24日 - 井山裕太、囲碁棋士
- 5月24日 - 室田伊緒、将棋女流棋士
- 5月25日 - 久保智裕、俳優
- 5月25日 - 室龍太、関西ジャニーズJr
- 5月27日 - 佐藤梨紗、女優
- 5月27日 - 清竜人、歌手
- 5月28日 - 林明日香、歌手
- 5月29日 - 三枝享祐、俳優・声優
- 5月30日 - 石川由依、女優・声優
- 5月30日 - 井上裕大、サッカー選手
- 5月30日 - 川畑亜沙美、野球選手
- 5月30日 - 中川結麻、野球選手
- 5月30日 - 長島光那、声優
- 5月30日 - 野口啓代、スポーツクライマー
- 5月30日 - 岡部大、お笑いタレント（ハナコ）
- 5月30日 - 松永隼、俳優
- 5月30日 - 丸谷拓也、サッカー選手
- 5月30日 - 満島真之介、俳優
- 5月31日 - 佐藤雄一、俳優
- 5月31日 - 藤岡拓太郎、ギャグ漫画家
- 5月31日 - 朝井リョウ、小説家
- 5月31日 - 奥村佳恵、女優

### 6月
- 6月2日 - 浅田美穂、タレント
- 6月3日 - 潘めぐみ、声優
- 6月3日 - Megu、Negicco
- 6月5日 - 中島愛、声優
- 6月7日 - 小林誠司、プロ野球選手
- 6月8日 - 津田美波、声優
- 6月8日 - 桜井美馬、スケート選手
- 6月9日 - 水谷隼、卓球選手
- 6月10日 - 若葉竜也、俳優
- 6月10日 - 北田真沙子、サンフラワー
- 6月10日 - 恵けい、グラビアアイドル
- 6月10日 - 希崎ジェシカ、AV女優
- 6月11日 - 清原大貴、プロ野球選手
- 6月11日 - 英乃海拓也、大相撲力士
- 6月12日 - 立石諒、水泳選手
- 6月12日 - 今井ひろの、元AV女優
- 6月13日 - 石田隆司、プロ野球選手
- 6月14日 - 溝端淳平、俳優
- 6月14日 - 武藤祐太、プロ野球選手
- 6月14日 - 中溝雄也、野球選手
- 6月15日 - 今野杏南、グラビアアイドル、元FANTASISTA
- 6月15日 - 大江朝美、元AKB48
- 6月15日 - 東明大貴、プロ野球選手
- 6月15日 - 寺尾裕道、プロアイスホッケー選手
- 6月16日 - 通山愛里、女優
- 6月16日 - 津田大樹、プロ野球選手
- 6月16日 - 弦本悠希、プロ野球選手
- 6月19日 - Maron、AV女優
- 6月20日 - 滝口ミラ、HOP CLUB、元アイドリング!!!
- 6月20日 - 寺田龍平、プロ野球選手
- 6月20日 - 富永一、プロ野球選手
- 6月21日 - 江里夏、声優
- 6月21日 - 須崎恭平、サッカー選手
- 6月22日 - 木下正貴、サッカー選手
- 6月23日 - 木村隼人、プロボクサー
- 6月23日 - 佐藤瀬奈、ファッションモデル、タレント
- 6月23日 - 竹達彩奈、声優
- 6月24日 - 南條有香、ファッションモデル、タレント
- 6月24日 - 安部友裕、プロ野球選手
- 6月24日 - 野村祐輔、野球選手
- 6月24日 - 三浦修、サッカー選手
- 6月26日 - 初原千絵、声優
- 6月27日 - 宮田由佳里、バレーボール選手
- 6月28日 - 水口大地、プロ野球選手
- 6月28日 - 梅田尚通、プロ野球選手
- 6月28日 - 木暮郁哉、サッカー選手
- 6月28日 - 宮澤裕樹、サッカー選手
- 6月28日 - 市川美余、カーリング選手
- 6月29日 - 矢口聖来、グラビアアイドル
- 6月29日 - 余佩詩、フィギュアスケート選手
- 6月29日 - 増田卓也、サッカー選手
- 6月29日 - 熊澤圭祐、サッカー選手
- 6月30日 - 岡田雅利、プロ野球選手
- 6月30日 - 尾泉大樹、サッカー選手

### 7月
- 7月2日 - 杜このみ、演歌歌手
- 7月3日 - 賀来賢人、俳優
- 7月3日 - 田中広輔、プロ野球選手
- 7月3日 - 井上晴哉、プロ野球選手
- 7月5日 - LIZA、ファッションモデル
- 7月5日 - 唐川侑己、プロ野球選手
- 7月5日 - 阿部浩之、サッカー選手
- 7月5日 - 佐藤恵、声優
- 7月6日 - 木村愛里、タレント、女優、歌手
- 7月6日 - 髙濱卓也、プロ野球選手
- 7月6日 - 椋原健太、サッカー選手
- 7月8日 - 天明麻衣子、フリーアナウンサー
- 7月9日[Web 3] - 安野希世乃、声優
- 7月10日 - 虎南有香、ファッションモデル
- 7月10日 - 林丹丹、元女優
- 7月10日 - 山本斉、元プロ野球選手
- 7月11日 - 田中直乃、タレント
- 7月11日 - 村上愛里、グラビアアイドル
- 7月13日 - 道重さゆみ、元モーニング娘。
- 7月13日 - 柏原竜二、陸上競技選手
- 7月13日 - 高木勇人、野球選手
- 7月14日 - 飛翔富士廣樹、大相撲力士
- 7月16日 - 小野関舞、タレント、グラビアアイドル
- 7月17日 - 藤岡貴裕、野球選手
- 7月17日 - 山根万理奈、シンガーソングライター
- 7月18日 - 佐藤あり紗、バレーボール選手・指導者
- 7月19日 - 熊崎風斗、TBSアナウンサー
- 7月19日 - 鉢嶺杏奈、女優
- 7月20日 - 尻無浜冴美、ファッションモデル・タレント
- 7月21日 - 浅沼寿紀、プロ野球選手
- 7月21日 - 旭日松広太、大相撲力士
- 7月21日 - 徳山武陽、野球選手
- 7月22日 - 竹下恭平、俳優
- 7月22日 - 真朝ユヅキ、小説家
- 7月22日 - 須田健太、野球選手
- 7月22日 - 浦野博司、プロ野球選手
- 7月23日 - 塚田正義、野球選手
- 7月23日 - 川俣慎一郎、サッカー選手
- 7月24日 - 尾崎裕哉、ラジオパーソナリティー　尾崎豊の息子
- 7月24日 - 大家彩香、アナウンサー
- 7月24日 - 大津広次、お笑い芸人（きつね）
- 7月25日 - 藤村大介、プロ野球選手
- 7月25日 - 中矢力、柔道選手
- 7月25日 - 斎藤夏美、ファッションモデル
- 7月25日 - スザンナ、AV女優
- 7月27日 - 太田渉子、スキー選手
- 7月27日 - 辻孟彦、野球選手
- 7月27日 - 伊東亮大、プロ野球選手
- 7月28日 - 岩上祐三、サッカー選手
- 7月28日 - 大滝麻未、 女子サッカー選手
- 7月28日 - MoeMi、声優
- 7月29日 - 高平成美、声優、俳優
- 7月29日 - 安藤奈保子、タレント
- 7月29日 - 山口嵩之、プロ野球選手
- 7月31日 - 黒木恭平、サッカー選手
- 7月31日 - 黒木晃平、サッカー選手
- 7月31日 - 穂のか、女優
- 7月31日 - 室元気、声優

### 8月
- 8月1日 - 黒川智花、女優
- 8月1日 - 松岡卓弥、サーターアンダギー
- 8月4日 - 森田一成、プロ野球選手
- 8月4日 - 大野和成、サッカー選手
- 8月4日 - 河井陽介、サッカー選手
- 8月5日 - 河村唯、アイドリング!!!
- 8月5日 - 松島花、ファッションモデル
- 8月7日 - 絹川愛、陸上競技選手
- 8月7日 - 平田璃香子、元SKE48
- 8月7日 - 並里成、プロバスケットボール選手
- 8月8日 - 安田晃大、サッカー選手
- 8月8日 - 伊藤俊介、お笑いタレント
- 8月9日 - 小野健斗、俳優
- 8月9日 - 吉川莉奈、AV女優
- 8月10日 - 成瀬心美、AV女優
- 8月11日 - 中島ファランパリス、サッカー選手
- 8月11日 - 櫻内渚、サッカー選手
- 8月12日 - 大田阿斗里、元プロ野球選手
- 8月14日 - 金田久美子、ゴルファー
- 8月14日 - 奥埜博亮、サッカー選手
- 8月15日 - 岡田将生、俳優
- 8月16日 - 永岡真実、元女優
- 8月16日 - 伊藤沙菜、ローカルタレント
- 8月16日 - 土生翔平、野球選手
- 8月16日 - 鵜殿麻由、声優
- 8月17日 - 松本玲奈、タレント
- 8月18日 - 奈津子、元SDN48
- 8月18日 - 亜希子、元SDN48
- 8月18日 - 佐藤祥万、プロ野球選手
- 8月18日 - 鈴木大地、野球選手
- 8月18日 - 馬場美根子、ミュージカル俳優
- 8月19日 - 廣神聖哉、プロ野球選手
- 8月20日 - 山本佑美、ファッションモデル
- 8月21日 - 愛里、ファッションモデル
- 8月21日 - 船越真美子、女優、歌手
- 8月22日 - 磯田彩実、テレビ北海道アナウンサー
- 8月23日 - TeddyLoid、音楽プロデューサー、作曲家、リミキサー
- 8月23日 - 髙田真希、バスケットボール選手
- 8月24日 - 塚田晃平、プロ野球選手
- 8月24日 - 田中道子、ファッションモデル、女優
- 8月26日 - 宇野なおみ、女優
- 8月26日 - 古川英利子、タレント、モデル
- 8月27日 - SHO、プロレスラー
- 8月29日 - 蘇炳添、陸上選手
- 8月29日 - 平田真吾、プロ野球選手
- 8月29日 - 芦田崇宏、総合格闘家
- 8月30日 - 垣内彩未、女優
- 8月30日 - 足立かりん、元FANTASISTA
- 8月30日 - 横竹翔、サッカー選手
- 8月31日 - 桐山照史、WEST.
- 8月31日 - 小鳥遊あず、タレント

### 9月
- 9月1日 - 宮崎翔太、俳優
- 9月1日 - 島袋涼平、野球選手
- 9月2日 - 田原誠次、プロ野球選手
- 9月2日 - ウナギ・サヤカ、プロレスラー
- 9月4日 - 赤坂和幸、プロ野球選手
- 9月4日 - 櫻田佑、お笑い芸人（トンツカタン）
- 9月5日 - 植田圭輔、俳優
- 9月5日 - 高木京介、プロ野球選手
- 9月5日 - 小原良公、元プロバスケットボール選手
- 9月7日 - 中根佑二、プロ野球選手
- 9月7日 - 岡島豪郎、プロ野球選手
- 9月7日 - 山下大輝、声優
- 9月7日 - 加藤正志、プロ野球選手
- 9月8日 - 松山傑、プロ野球選手
- 9月8日 - 毛利友哉、俳優
- 9月8日 - 辻直人、バスケットボール選手
- 9月9日 - 長内映里香、女優
- 9月10日 - kento fukaya、お笑い芸人
- 9月11日 - 倉持明日香、元AKB48
- 9月11日 - 熊本野映、俳優
- 9月11日 - 二宮悠嘉、元SDN48
- 9月12日 - 小手川宏基、サッカー選手
- 9月13日 - 岡本奈月、タレント
- 9月13日 - 桐村萌絵、元タレント
- 9月13日 - 兼子舜、俳優
- 9月13日 - 中西里菜、スタイリッシュハート
- 9月13日 - 浦田延尚、サッカー選手
- 9月14日 - 吉原正平、プロ野球選手
- 9月14日 - 庄司悦大、サッカー選手
- 9月14日 - 元谷友貴、総合格闘家
- 9月15日 - 萩原一樹、俳優
- 9月15日 - 渡辺万美、タレント
- 9月16日 - 青木拓矢、サッカー選手
- 9月16日 - 泉水星良、ファッションモデル
- 9月16日 - 折坂悠太、シンガーソングライター
- 9月17日 - JUNICHI、画家
- 9月17日 - 中後悠平、プロ野球選手
- 9月18日 - はねゆり、ファッションモデル
- 9月18日 - 田中健二朗、プロ野球選手
- 9月18日 - 菊池保則、プロ野球選手
- 9月18日 - 鎌田紘子、ファッションモデル
- 9月19日 - IMALU、ファッションモデル、タレント
- 9月21日 - 広重美穂、ファッションモデル
- 9月21日 - 米田大輔、フリースタイルBMXライダー
- 9月22日 - 大浦育子、ファッションモデル
- 9月22日 - 足立祐一、プロ野球選手
- 9月23日 - 押谷祐樹、サッカー選手
- 9月24日 - 吉田一将、プロ野球選手
- 9月26日 - 真琴、女子プロレスラー（アイスリボン）
- 9月26日 - 薗田峻輔、ゴルファー
- 9月26日 - 鈴木ちなみ、ファッションモデル、タレント、女優
- 9月26日 - 柄本弾、バレエダンサー
- 9月26日 - お抹茶、お笑い芸人（トンツカタン）
- 9月27日 - にわみきほ、ファッションモデル
- 9月27日 - 朴泰桓、競泳自由形選手
- 9月27日 - 中村憲、プロ野球選手
- 9月27日 - 大久保瑠美、声優
- 9月29日 - 古川慎、声優
- 9月30日 - 上堂薗恭子、タレント
- 9月30日 - 鈴木彩香、女子ラグビー選手

### 10月
- 10月1日 - 鈴木彩、元FANTASISTA
- 10月2日 - 内田健太、サッカー選手
- 10月2日 - 関田寛士、サッカー選手
- 10月3日 - 近藤あゆみ、タレント
- 10月3日 - 篠谷聖、元俳優
- 10月5日 - 希美まゆ、AV女優
- 10月5日 - 小野賢章[Web 4]、俳優、声優
- 10月5日 - 末広ゆい、女優
- 10月5日 - 梅井大輝、サッカー選手
- 10月6日 - 久代萌美、アナウンサー
- 10月6日 - いわぶ見梨、アナウンサー
- 10月7日 - 横野純貴、サッカー選手
- 10月7日 - 佐々木憂流迦、総合格闘家
- 10月8日 - 繭、グラビアアイドル
- 10月9日 - 橋本真一、俳優
- 10月10日 - 宮里美香、ゴルファー
- 10月11日 - 菅野智之、プロ野球選手
- 10月12日 - 橋本真人、サッカー選手
- 10月12日 -  近江谷杏菜、カーリング選手
- 10月13日 - 神岡実羅乃、音楽&ダンスユニット・hy4_4yhメンバー
- 10月13日 - 飯塚由衣、ファッションモデル
- 10月13日 - 村野友希、俳優
- 10月14日 - 川又堅碁、サッカー選手
- 10月14日 - 田中美都、気象予報士
- 10月15日 - ヒコロヒー、お笑いタレント
- 10月16日 - 柄本時生、俳優
- 10月18日 - 仲里依紗、ファッションモデル
- 10月18日 - 旭大星託也、大相撲力士
- 10月19日 - 栩原楽人、俳優
- 10月20日 - 伊原茉莉花、女優
- 10月21日 - May'n、歌手
- 10月21日 - 岩嵜翔、プロ野球選手
- 10月21日 - 瀧内公美、女優
- 10月22日 - 新崎慎弥、野球選手
- 10月22日 - 山口真理恵、ラグビー選手
- 10月22日 - 佐藤千尋、野球選手
- 10月23日 - ほしのディスコ、お笑い芸人（パーパー）
- 10月24日 - あい、元レスリング選手、総合格闘家
- 10月25日 - 高田将司、タレント（ジャパンアクションエンタープライズ）
- 10月25日 - 益田直也、野球選手
- 10月26日 - 大空さや、元80★PAN!
- 10月27日 - 竹嶋祐貴、プロ野球選手
- 10月27日 - 藤澤有沙、キーボーディスト
- 10月27日 - 相原和友、プロ野球選手
- 10月29日 - 山本康裕、サッカー選手
- 10月29日 - 佐伯美香、元AKB48
- 10月29日 - 加藤多佳子、フリーアナウンサー

### 11月
- 11月1日 - 諸塚香奈実、THE ポッシボー
- 11月1日 - 半田渚、野球選手
- 11月4日 - 宮本佳那子、女優
- 11月4日 - 小林実希、空手家[Web 5]
- 11月4日 - 小田裕也、プロ野球選手
- 11月4日 - 井領雅貴、プロ野球選手
- 11月5日 - 中村晃、プロ野球選手
- 11月7日 - 江畑幸子、バレーボール選手
- 11月7日 - 清都ありさ、声優
- 11月8日 - 浅倉秋成、小説家
- 11月8日 - 小林涼子、女優、ファッションモデル
- 11月8日 - 富樫麗加、競艇選手
- 11月8日 - 村上瑠美奈、アイドル（元predia）
- 11月9日 - 上川大樹、柔道選手
- 11月10日 - 三浦翔太、野球選手
- 11月10日 - 花井聖、サッカー選手
- 11月11日 - 田中れいな、LoVendoЯ、元モーニング娘。
- 11月11日 - 小見川千明、女優・声優
- 11月11日 - 藤澤亨明、プロ野球選手
- 11月11日 - 広瀬りおな、AV女優、恵比寿マスカッツメンバー
- 11月12日 - 清武弘嗣、サッカー選手
- 11月12日 - 吉住、お笑いタレント
- 11月14日 - いずみ唯、グラビアアイドル
- 11月15日 - 上脇結友、女優
- 11月15日 - 横山美雪、AV女優
- 11月16日 - 大江裕、演歌歌手
- 11月16日 - 謝依旻、囲碁女流棋士
- 11月17日 - 秦みずほ、グラビアアイドル
- 11月18日 - 本田理紗子、歌手、女優
- 11月18日 - 荒木ありさ、AV女優
- 11月19日 - 玉井晴章、ミュージカル俳優
- 11月21日 - 小野珠実、フィギュアスケート選手
- 11月21日 - 田中真奈美、声優
- 11月23日 - 奥田朱理、女子プロレスラー
- 11月23日 - 嘉弥真新也、野球選手
- 11月24日 - 宮澤ありさ、女優、ファッションモデル
- 11月24日 - 武隈祥太、プロ野球選手
- 11月26日 - 高橋巧、ロードレースライダー
- 11月27日 - 中井大介、プロ野球選手
- 11月27日 - 植松優友、プロ野球選手
- 11月28日 - 安田英主、ピアニスト
- 11月28日 - 恒吉梨絵、タレント
- 11月29日 - 広海・深海、双子タレント
- 11月30日 - 城ゆかり、ファンタ☆ピース

### 12月
- 12月1日 - 小出真衣、女優
- 12月2日 - 樋口賢、プロ野球選手
- 12月2日 - 山村和也、サッカー選手
- 12月3日 - 標永久、俳優
- 12月3日 - 阿部寿樹、プロ野球選手
- 12月4日 - 高橋ヒロム、プロレスラー
- 12月5日 - 寉岡瑞希、女優
- 12月5日 - 吉田理沙子、ファッションモデル
- 12月5日 - 由規、プロ野球選手
- 12月6日 - 榊原徹士、歌手（新選組リアン）
- 12月9日 - 大釜ケリー、ファッションモデル、コスプレイヤー
- 12月10日 - 大前元紀、サッカー選手
- 12月11日 - 岩田麻衣、女優
- 12月13日 - おかもとまり、タレント
- 12月13日 - 伊藤和雄、野球選手
- 12月13日 - 田代将太郎、野球選手
- 12月13日 - 五領淳樹、サッカー選手
- 12月13日 - 吉村志穂、女子バレーボール選手
- 12月13日 - 古川愛李、イラストレーター、元SKE48
- 12月15日 - 平田薫、女優、ファッションモデル
- 12月15日 - 村中知、声優
- 12月16日 - 大塚琴美、声優
- 12月16日 - 桐谷美玲、ファッションモデル、女優
- 12月16日 - 村松大輔、サッカー選手
- 12月16日 - fumika、歌手
- 12月18日 - 知念広弥、プロ野球選手
- 12月19日 - 三浦皇成、騎手
- 12月19日 - 林田理沙、NHKアナウンサー
- 12月21日 - 渡辺有菜、女優
- 12月21日 - 栃本翔平、ノルディックスキージャンプ選手
- 12月21日 - 田島慎二、野球選手
- 12月21日 - 中村茜、野球選手
- 12月21日 - 里綾実、野球選手
- 12月22日 - 新井恵理那、タレント、フリーアナウンサー
- 12月22日 - 金松季歩、AV女優、元AKB48(金子智美名義)
- 12月22日 - 花田ゆういちろう、歌手
- 12月23日 - 佐保祐樹、元子役
- 12月24日 - 麻倉憂、AV女優
- 12月25日 - 野村香菜子、声優
- 12月25日 - 丸山葵、元FANTASISTA
- 12月26日 - 秋山依里、女優・ファッションモデル
- 12月26日 - 仙台幸子、プロレスラー（センダイガールズ）
- 12月26日 - 城南海、歌手
- 12月26日 - 徳井青空、声優
- 12月27日 - 内田真礼、声優
- 12月28日 - 平沢いずみ、モデル
- 12月29日 - 錦織圭、テニス選手
- 12月30日 - 小尾渚沙、アナウンサー
- 12月31日 - AKINO、bless4
- 12月31日 - 福原綾香[Web 6]、声優